# Ducati
Die Ducati Motor Holding S.p.A. ist ein italienischer Motorradhersteller mit Sitz in Bologna; Ducati ist seit 2012 Teil des Volkswagen-Konzerns.
Zum 1. Januar 2025 waren in Deutschland 113.539 Ducati-Krafträder zum Straßenverkehr zugelassen, was einem Anteil von 2,2 Prozent entspricht.

## Firmengeschichte

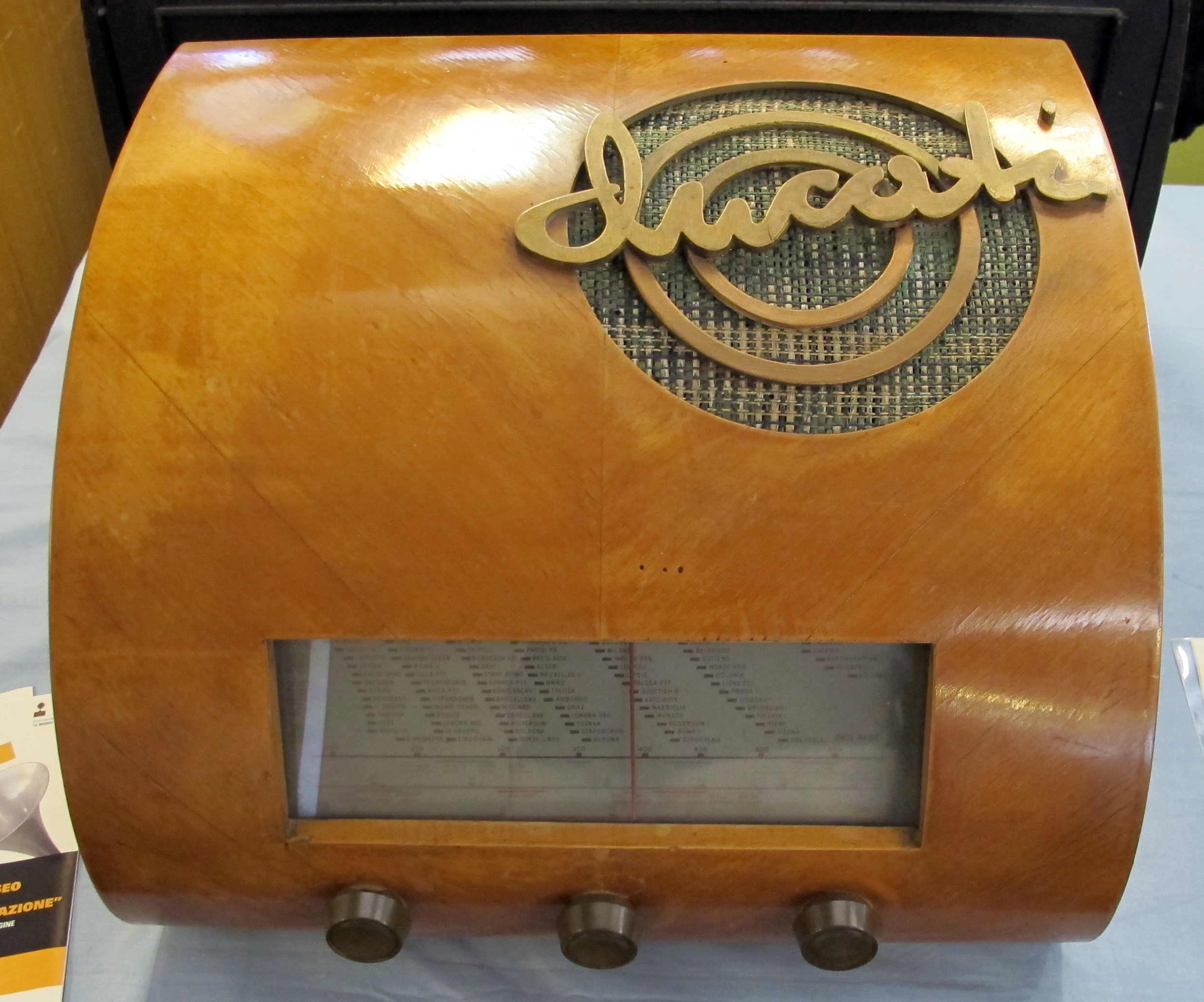
Ducati-Radio von 1950

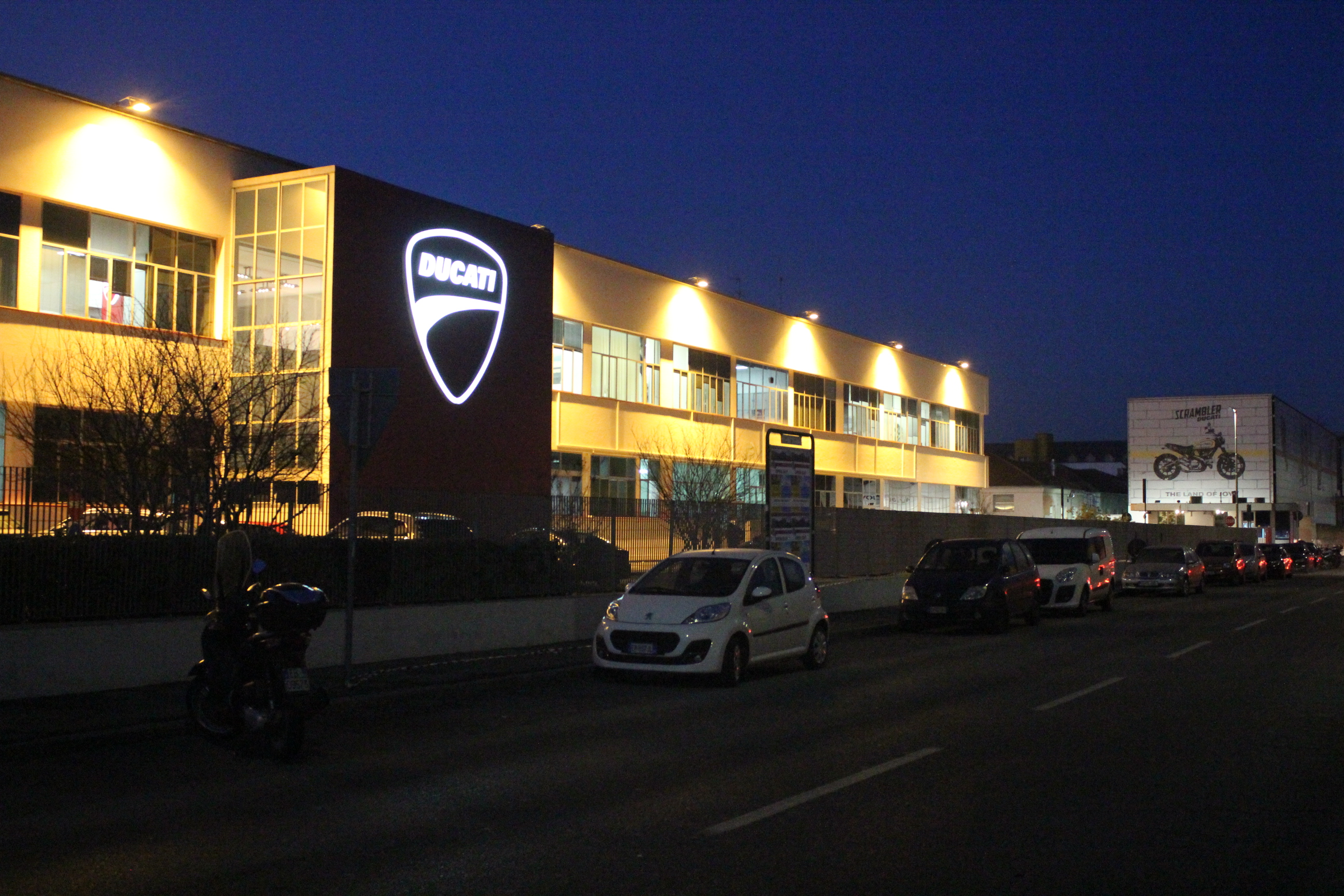
Das Ducati-Werk in Borgo Panigale im Jahr 2019

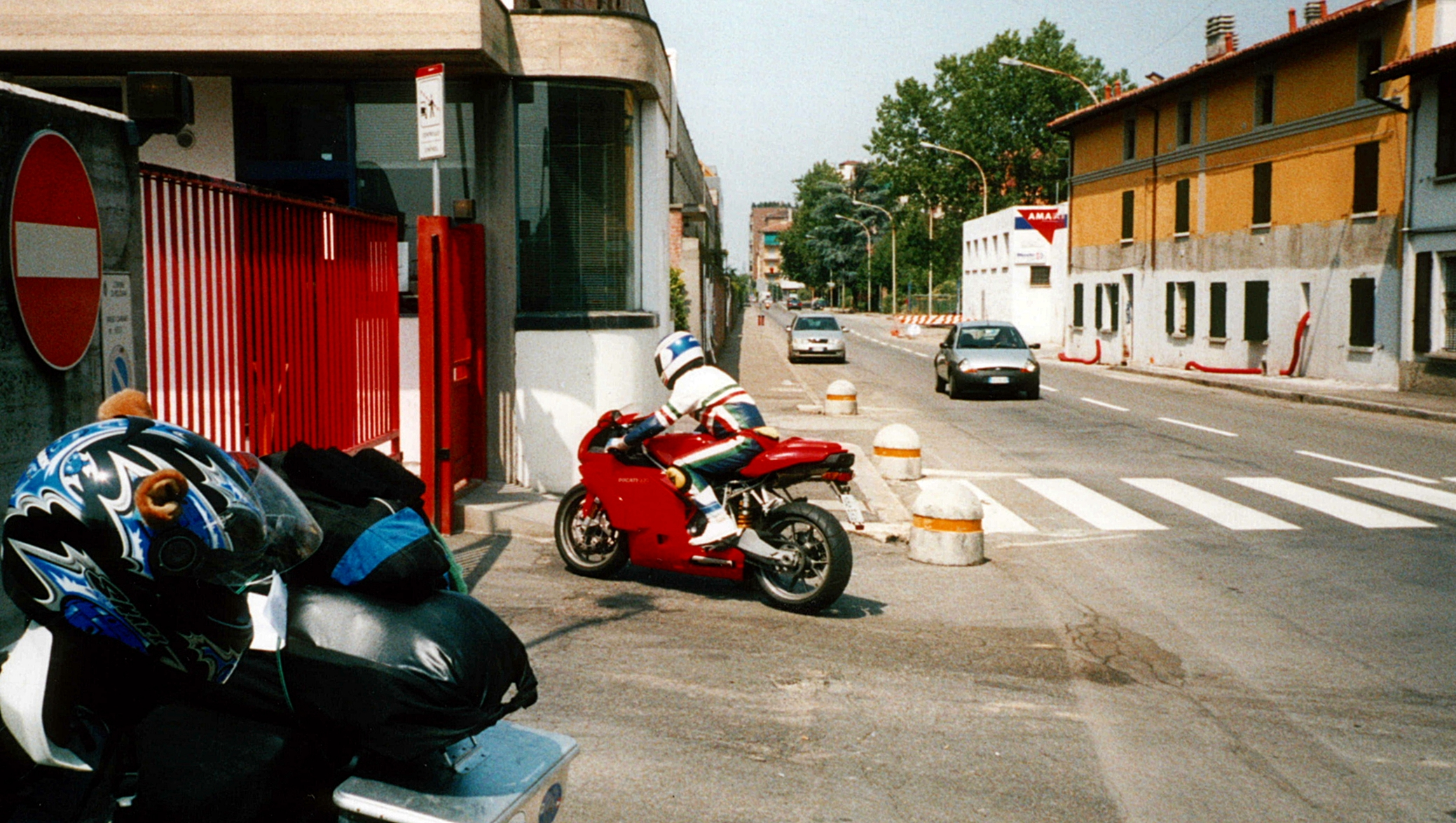
Werkseinfahrt

Firmenlogo 1997–2008

Das Unternehmen wurde 1926 von Antonio Ducati in Bologna gegründet. Die Società Scientifica Radiobrevetti Ducati produzierte zunächst Bauteile für Radios. Ducati hatte drei Söhne Bruno, Adriano und Marcello, die im Unternehmen ihrem Vater halfen. Nach dem Ende des Zweiten Weltkriegs kam im Jahr 1946 die Fertigung des Fahrradhilfsmotors Cucciolo hinzu. Dies fand bereits ohne Mitwirkung der Familie Ducati unter staatlicher Verwaltung statt. Noch im selben Jahrzehnt begann die eigene Entwicklung kompletter Fahrzeuge. 1953 wurde das Unternehmen in die Ducati Elettronica S.p.A. und den Motorradhersteller Ducati Meccanica S.p.A. aufgeteilt. Im folgenden Jahr trat Fabio Taglioni als Chefkonstrukteur in dessen Dienste.
Ab 1983 kooperierte Ducati auf Grund anhaltend schlechten Geschäftsverlaufs mit dem italienischen Zweiradhersteller Cagiva, der im Jahr 1985 Ducati ganz übernahm. Im folgenden Jahr ging der langjährige Chefkonstrukteur Fabio Taglioni in den Ruhestand. Massimo Bordi stieg zu seinem Nachfolger auf und führte mit der Paso und der 851 für die Marke wegweisende Konstruktionen ein. Cagiva wurde selbst 1996 zahlungsunfähig und verkaufte 51 Prozent von Ducati an die amerikanische Texas Pacific Group, die 1998 die Marke ganz übernahm. 2005 übernahm die italienische Investindustrial Gesellschaft die Anteile der Texas Pacific Group.
Design, Konstruktion und Fertigung der Modelle erfolgen bis heute in Bologna. Ende 2011 kündigte Ducati eine Zusammenarbeit mit Mercedes-AMG, einem Tochterunternehmen der Daimler AG, an. Ducati stellte auf der IAA in Frankfurt am Main im September 2011 die Diavel AMG Special Edition vor.
Im April 2012 gaben Audi und der bisherige Eigentümer Investindustrial in einer Pressemitteilung bekannt, dass Audi vermittels der Tochtergesellschaft Lamborghini 100 % der Anteile an der Ducati Motor Holding übernehmen wird. Audi teilte weiterhin mit, dass Ducati nach der Freigabe durch die Kartellbehörden in den Audi-Konzern und damit auch in die Volkswagen Group integriert werden soll.
Nach über 48.000 Maschinen im Jahr 2020 verkaufte Ducati 2021 erstmals über 59.000 Motorräder. 2022 waren es über 61.500 Maschinen. Mehr als ein Zehntel ging davon nach Deutschland.

## Technik

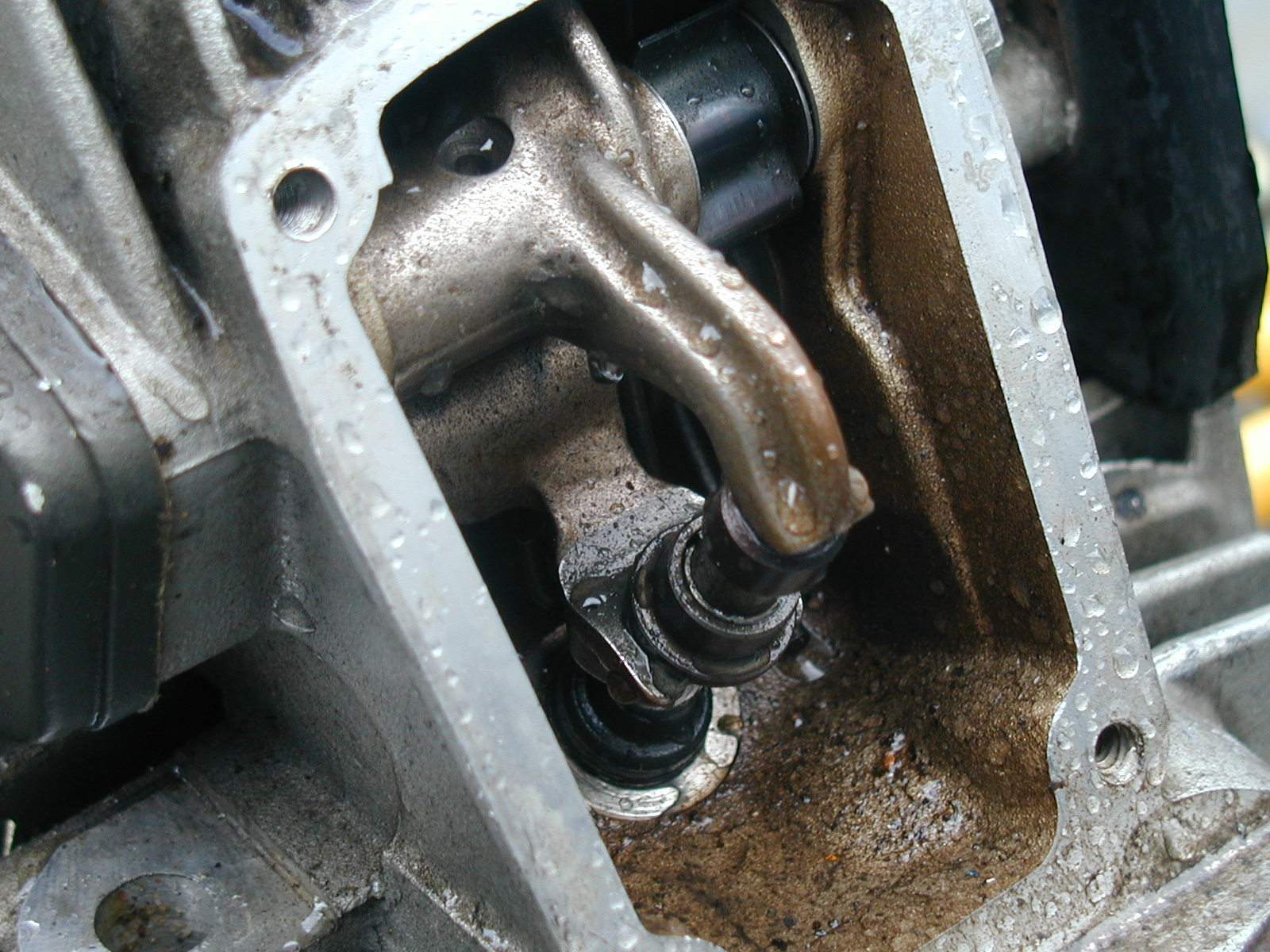
Desmodromische Ventilsteuerung an einer Ducati

Nach den Hilfsmotoren war die 1955 vorgestellte Gran Sport das erste Ducati-Motorrad, dessen Viertaktmotor mit einer obenliegenden Nockenwelle mit Königswellen-Antrieb ausgestattet war.
Der Vierzylinder-Prototyp Apollo von 1963 hatte erstmals einen 90°-V-Motor mit in Fahrtrichtung liegenden und stehenden Zylindern, wie es später für Ducati-Motoren typisch wurde und wie er in den aktuellen MotoGP-Maschinen eingesetzt wird. Der Name Ducati ist untrennbar mit dem Begriff Desmodromik verknüpft, einem zwangsgesteuerten Ventiltrieb, der derzeit von keinem anderen Hersteller eingesetzt wird. Entwickelt wurde die Desmodromik seit Mitte der 1950er Jahre für den Einsatz in Rennmaschinen, die Ducati Mark 3 D war 1969 das erste Serienmotorrad der Welt mit dieser Technik.
Mit der Ducati 750 GT begann 1970 die Ära der V-Zweizylinder mit 90° Zylinderwinkel, von Ducati selbst, wegen der nach vorn geneigten Zylinder, „L-Twin“ genannt.
1974 wurde die Produktion der Einzylindermodelle eingestellt, mit denen Ducati sowohl im Straßenrennsport als auch im Geländerennsport erfolgreich gewesen war. Die 1977 vorgestellte Ducati Pantah leitete die Ablösung der Königswellen zum Nockenwellenantrieb durch Zahnriemen ein. Die letzten Königswellenmodelle waren 1985 die 1000 MHR (Mike Hailwood Replica) und die 1000 S2 (Mille S2). Die vollständig verkleidete Ducati Paso war 1986 das erste Modell mit umgekehrter Anordnung der Ein- und Auslasskanäle des stehenden Zylinders. Die Platzierung beider Vergaser zwischen den Zylindern ermöglichte erstmals eine zentrale Airbox. 1987 wurde mit der Ducati 851 der Grundstein für die Modellreihen der Superbikes mit flüssigkeitsgekühlten Motoren, vier Ventilen pro Zylinder und elektronischer Saugrohreinspritzung gelegt. Ein Zweizylinder mit den Fahrleistungen der 851 war bis dahin nicht vorstellbar. Ducati dominierte mit ihr bald die Superbike-Rennklasse. Die Ducati 916, die 1994 neue Maßstäbe im Motorraddesign setzte, führte diese Erfolgsserie fort.
Ab 1993 wurde die luftgekühlte Ducati Monster zu einem Erfolgsmodell, dessen steigende Stückzahlen die Marke in den Kreis der umsatzstarken europäischen Motorradhersteller aufrücken ließ. Die stilbildende Monster Reihe wurde später auch mit flüssigkeitsgekühlten Vierventil-Motoren angeboten. Mit der Ducati Multistrada startete Ducati im Jahr 2001 eine erfolgreiche Serie von Tourenmodellen, zunächst mit luftgekühlten 2-Ventil-, später mit flüssigkeitsgekühlten 4-Ventil-Motoren. Im Jahr 2011 wurde mit der Ducati 1199 Panigale ein völlig neu konstruiertes Modell vorgestellt, das auf Grund von Leistung und Gewicht neue Maßstäbe im Sportmotorradbau setzte. Auf der Intermot 2014 stellte Ducati mit der Ducati Scrambler 800 ein neues Scrambler-Modell vor, welches Stilelemente der bis 1974 gefertigten Einzylindermodelle aufgriff.
Im Januar 2019 kündigte Eduard Lotte die Entwicklung eines Elektromotorrades an.

### Motoren
Auf Basis des ersten V2-L-Twin der Pantah wurden über die Jahre verschiedene Weiterentwicklungen vorgenommen, um höhere Leistungen und die Einhaltung strengerer Abgasnormen zu ermöglichen:
- Desmodue: Zwei-Ventiler mit Desmodromik, luftgekühlt, 40° Ventilwinkel
Modelle: 600 SS und M, 750 und 900 SS/M, 800SS, Multistrada 620, Monster 620 695 696 803 992
- Desmodue DS: Neukonstruktion mit Doppelzündung (Double Spark – DS), neuem Ventiltrieb und Kurbelwelle mit nun vollständigem Massenausgleich.
 Modelle: 1000DS, Multistrada 1000, 1000S, Monster S2R 1000 und 1100, SportClassic GT 1000, Sport 1000, 1000S, Hypermotard 1100, 1100S
- Desmotre Double Spark: Drei-Ventiler mit Wasserkühlung, Mechanik der DS – Modell: ST3
- Desmoquattro Testastretta: Vier-Ventiler mit Wasserkühlung, 25° Ventilwinkel
Modelle: 999, 749, Monster S4R, S4RS
- Testastretta Evoluzione: Gleiche Auslegung, mit gesteigertem Hubraum und Leistung
Modelle: 848, 1098, 1198/S

Seit 2018 wird mit der Ducati Panigale V4 ein V4-Motor als Serienmaschine verkauft.

## Rennsport
Ducati engagiert sich mit seiner Rennabteilung Ducati Corse seit Jahrzehnten aktiv im Motorradrennsport. Die Hauptsäule des aktuellen Engagements bildet das Ducati MotoGP Team in der MotoGP-Klasse der Motorrad-Weltmeisterschaft. Außerdem unterhält Ducati auch Werksteams in der Superbike-Weltmeisterschaft sowie Supersport-Weltmeisterschaft und stellt ab 2023 die Motorräder der MotoE-Weltmeisterschaft.
Generaldirektor von Ducati Corse ist seit dem Jahr 2014 Luigi Dall’Igna.

### Motorrad-Weltmeisterschaft

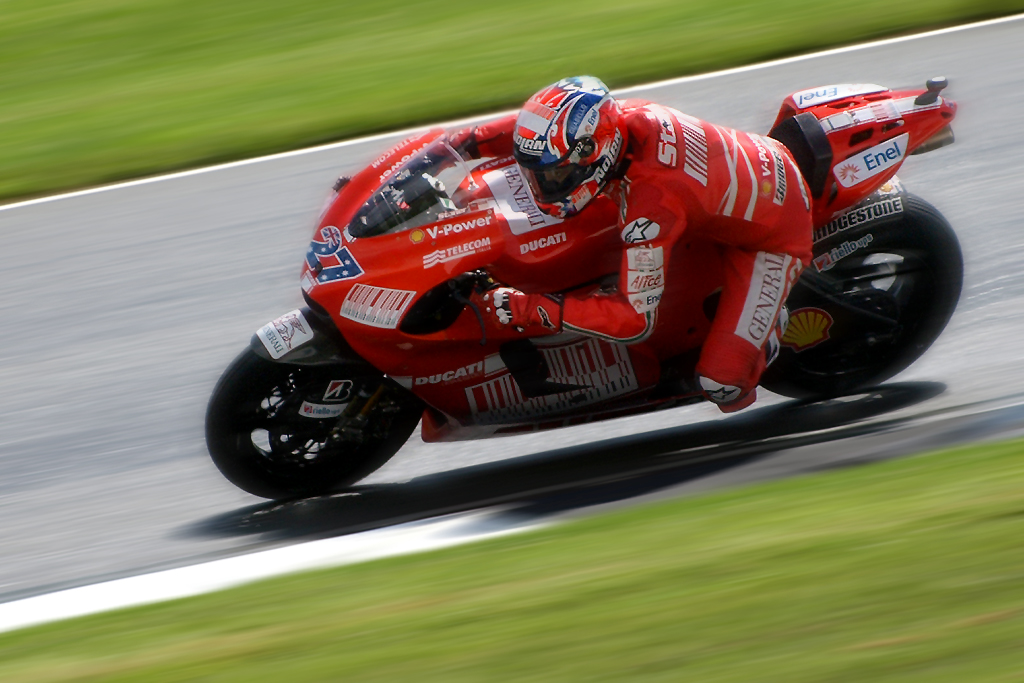
MotoGP-Weltmeister 2007: Casey Stoner

Nachdem Ducati bereits 1958 und 1959 an der Motorrad-Weltmeisterschaft in der 125-cm³-Klasse teilgenommen und 1958 mit Alberto Gandossi sogar den Vizeweltmeister gestellt hatte, stieg man zur Saison 2003 werksseitig in die MotoGP-Klasse der Motorrad-WM ein. Bereits im ersten Jahr gelang Loris Capirossi in Katalonien der Debüt-Sieg. Nach kontinuierlicher Steigerung in den folgenden Jahren gelang dem Australier Casey Stoner 2007 der erste Fahrer-WM-Titel.

#### Weltmeistertitel

##### Fahrertitel
Francesco Bagnaia (2)
- Weltmeister in der MotoGP-Klasse: 2022, 2023

 Jorge Martín (1)
- Weltmeister in der MotoGP-Klasse: 2024

 Casey Stoner (1)
- Weltmeister in der MotoGP-Klasse: 2007

##### Konstrukteurstitel
- Weltmeister in der MotoGP-Klasse: 2007, 2020, 2021, 2022, 2023, 2024

### Superbike-Weltmeisterschaft

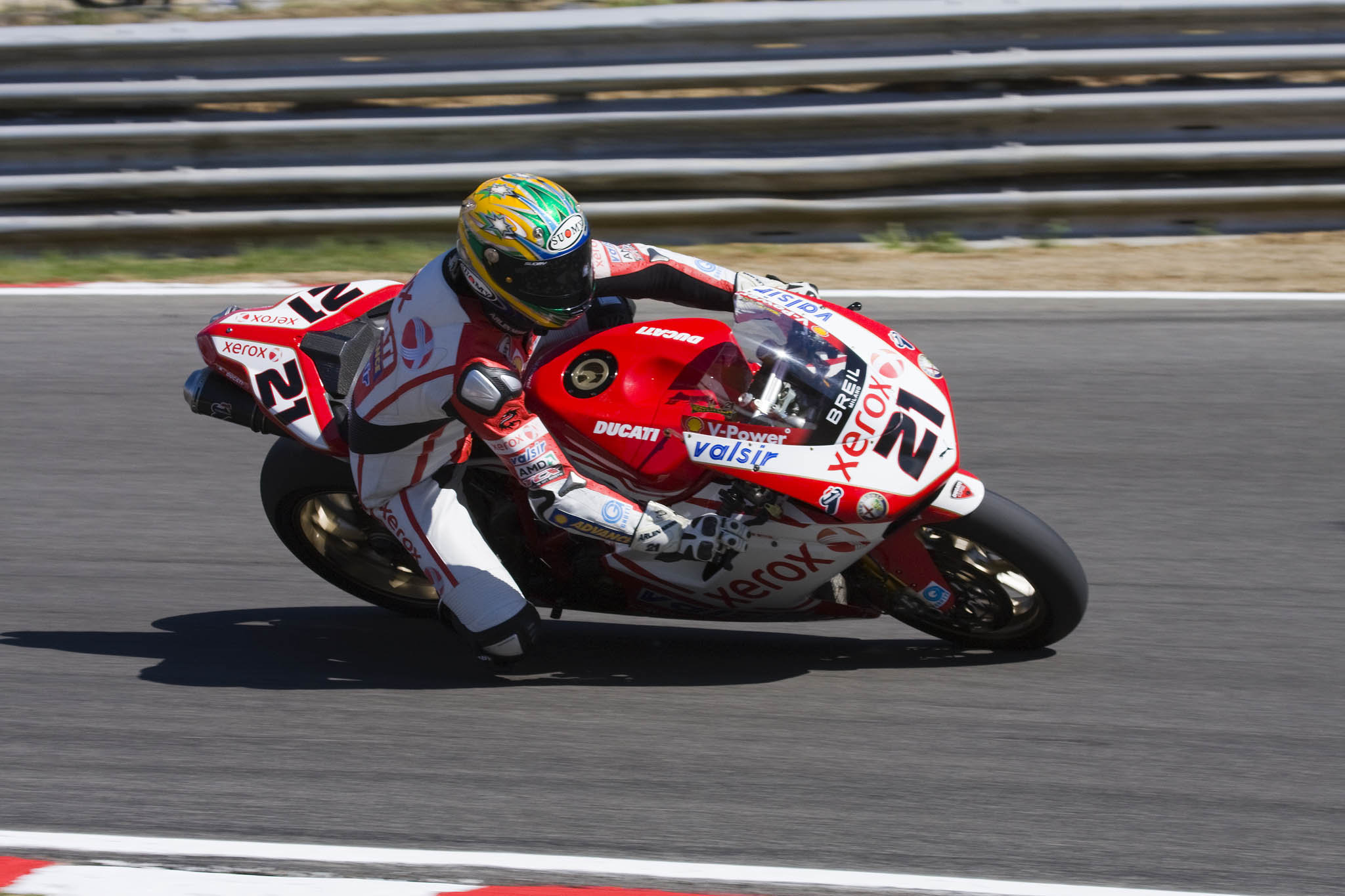
Dreifacher Superbike-Weltmeister auf Ducati: Troy Bayliss

In der Superbike-Weltmeisterschaft konnte man seit Eröffnung der Serie im Jahr 1988 14 Fahrer- und 16 Konstrukteurs-Weltmeisterschaften feiern. In einigen Jahren waren die Ducati so dominant, dass sie die ersten vier Positionen im Gesamtklassement belegen konnten. Zum Saisonende 2010 beendete Ducati seine direkten Aktivitäten. 2013 kehrte Ducati in die Superbike-WM als Werksteam zurück
Fahrertitel
- Raymond Roche: 1990
- Doug Polen: 1991, 1992
- Carl Fogarty: 1994, 1995, 1998, 1999
- Troy Corser: 1996
- Troy Bayliss: 2001, 2006, 2008
- Neil Hodgson: 2003
- James Toseland: 2004
- Carlos Checa: 2011
- Alvaro Bautista: 2022, 2023

### Hochgeschwindigkeitsrennen
unter der Bezeichnung Bonneville-Ducati-Projekt trat Günter Retsch (GER), mit einem Eigenbau-Motorrad auf Basis einer Ducati 916/955 Turbo auf den Bonneville Salt Flats in USA an, um Klassenrekorde in der Disziplin LSR (Land speed record) aufzustellen.

### Drag Racing
Bei Beschleunigungsrennen (Drag Racing) werden Ducatis vereinzelt als so genanntes Drag Bike eingesetzt. Die verwendeten Maschinen sind Individualumbauten mit teilweise starken Modifikationen (Rahmenhöhe, Radstand, Leistungssteigerung). Die Maschinen treten meist in der Klasse Super Twin Top Gas an, die ausschließlich Zweizylindermaschinen vorbehalten ist. Die besten Resultate über die Viertelmeilendistanz (402 Meter) liegen bei 8,27 Sekunden / 257 Km/h durch den Niederländer Herman Jolink.

## Ducatisti
Selten gleicht eine Ducati der anderen. Fast alle Ducatis werden von ihren Besitzern mehr oder weniger verschönert und umgebaut (besonders Kupplungsdeckel und Auspuffanlagen). Die Fans der Marke sind häufig sehr engagiert und die Besitzer von Ducati-Maschinen haben sich weltweit unter anderem in sogenannten D.O.C. (Desmo Owners Clubs) zusammengeschlossen. Diese Clubs organisieren Treffen, Ausfahrten und Stammtische. Einige betreiben auch eigene Webseiten. Auf der Ducati-Homepage sind für Interessierte Kontaktadressen aufgeführt.

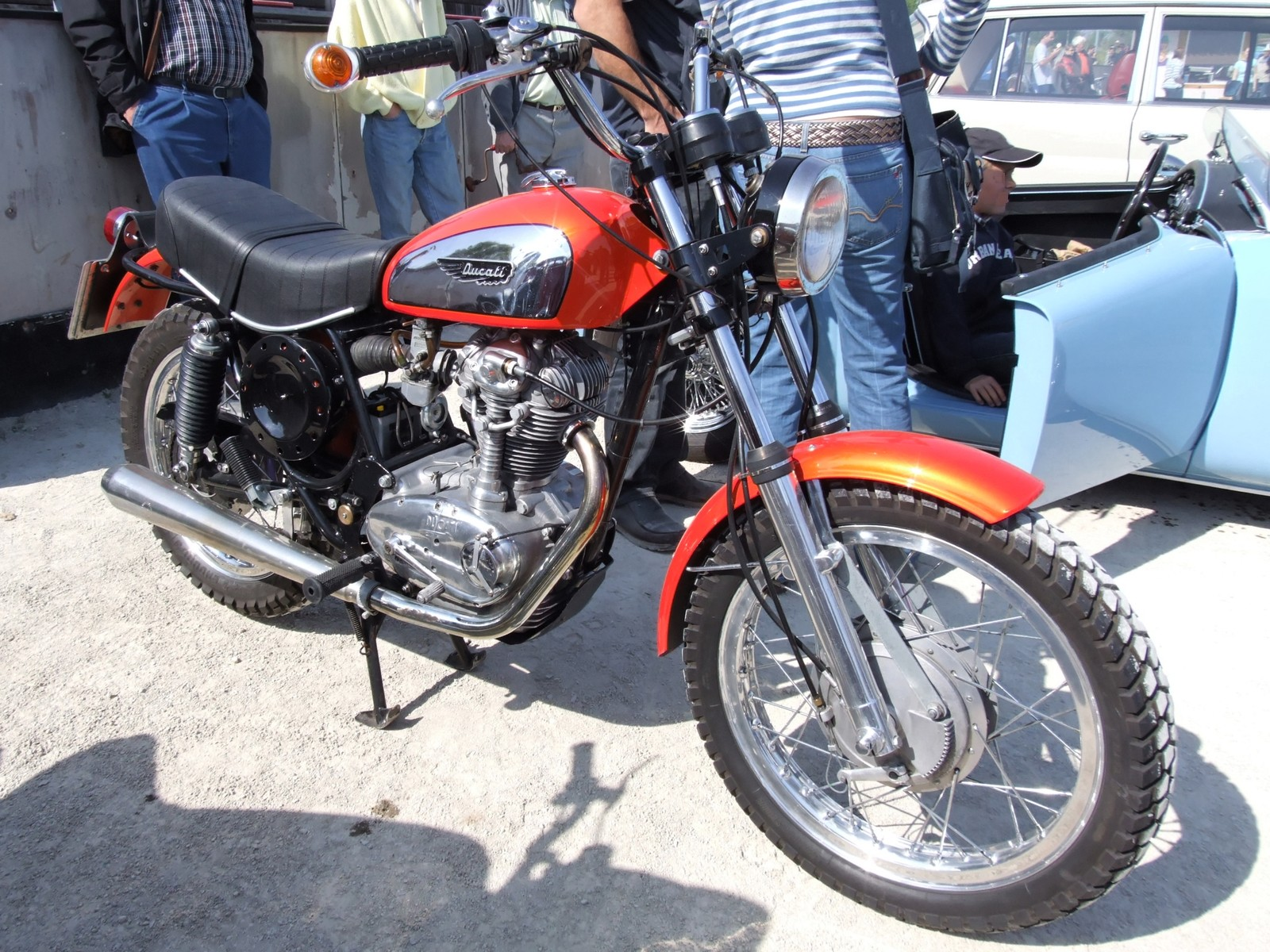
Ducati 350 cm³
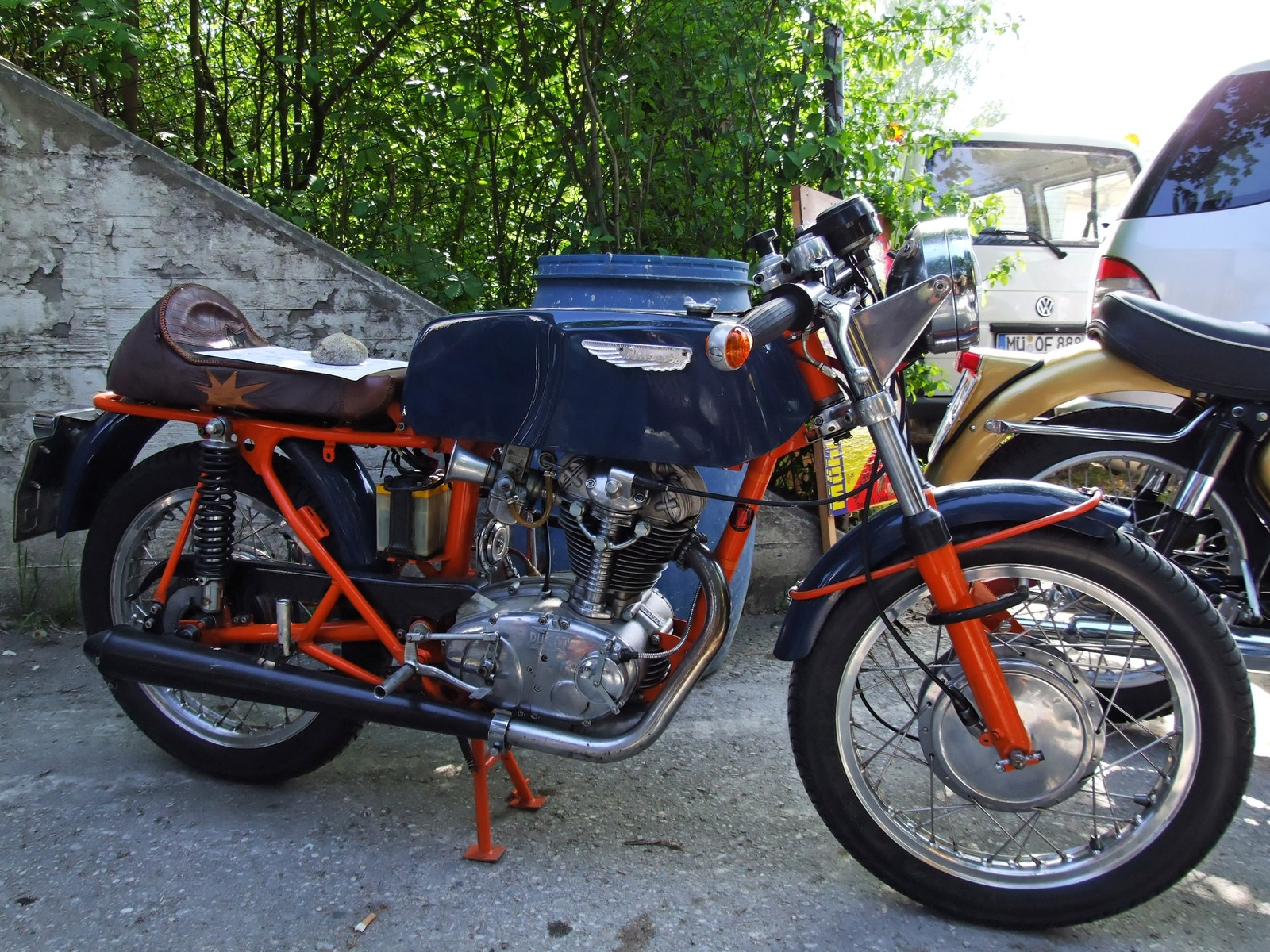
Ducati Mach I 250 cm³ (1970)
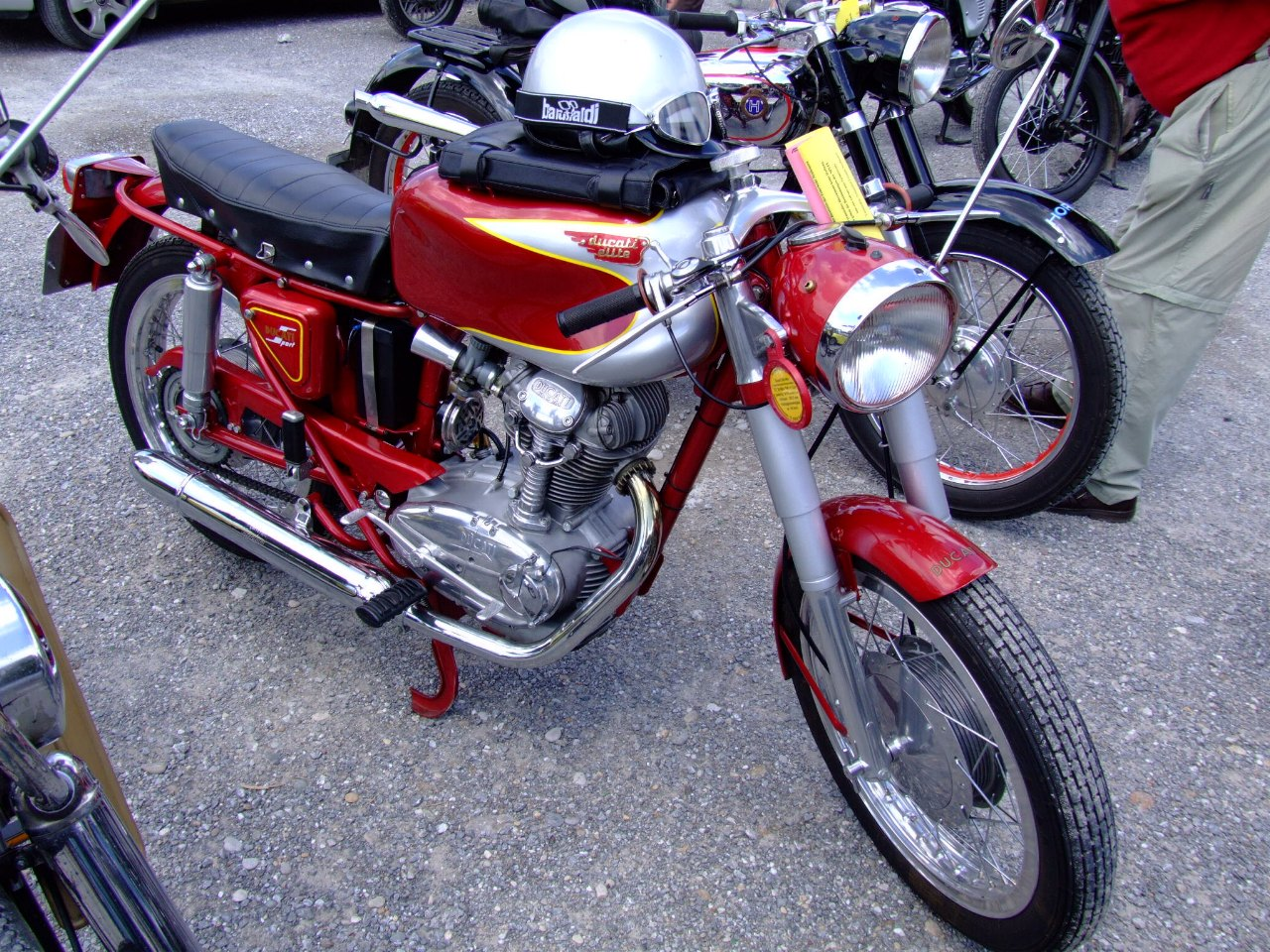
Ducati Elite Sport
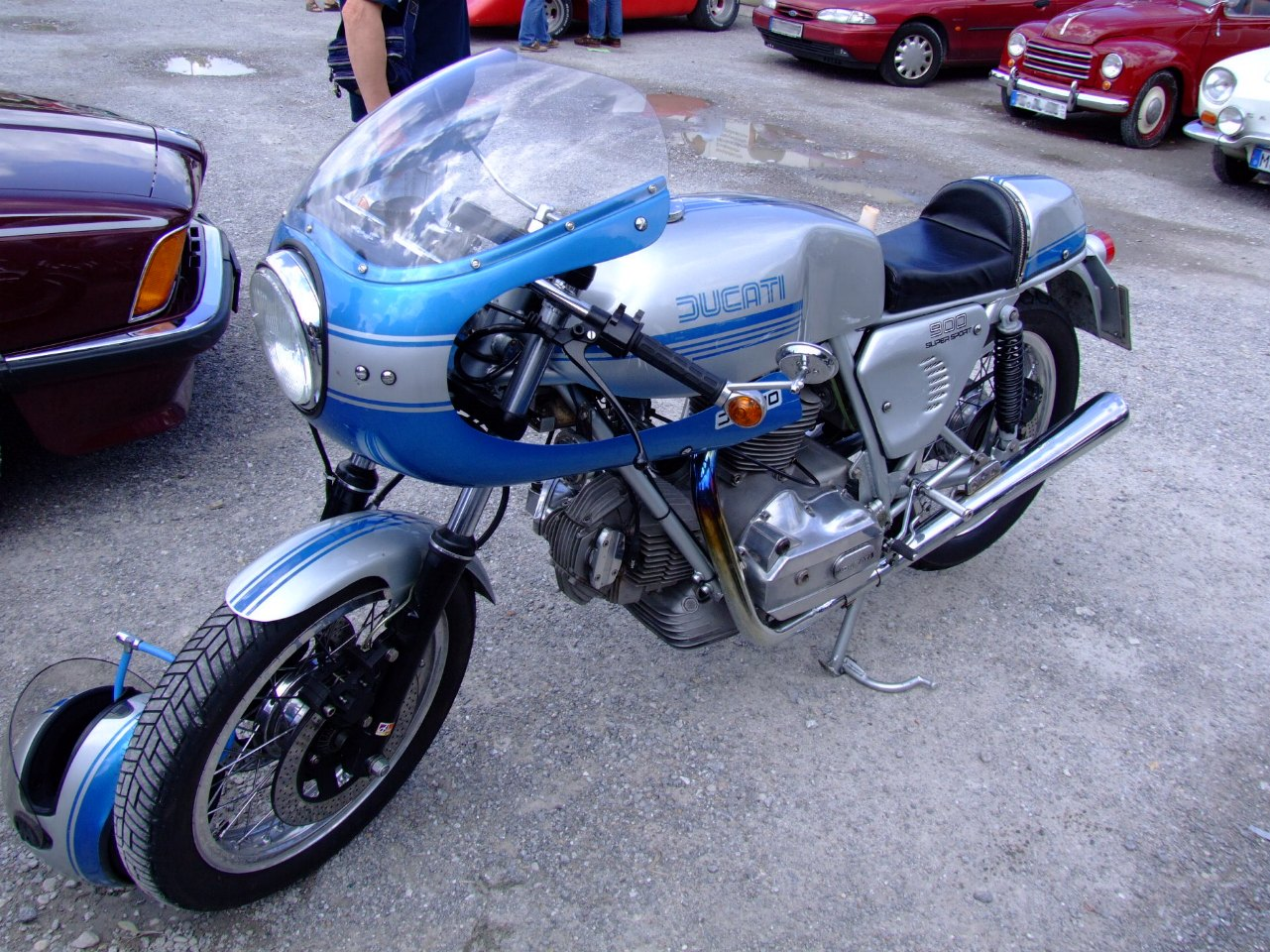
Ducati Desmo 900 Super Sport
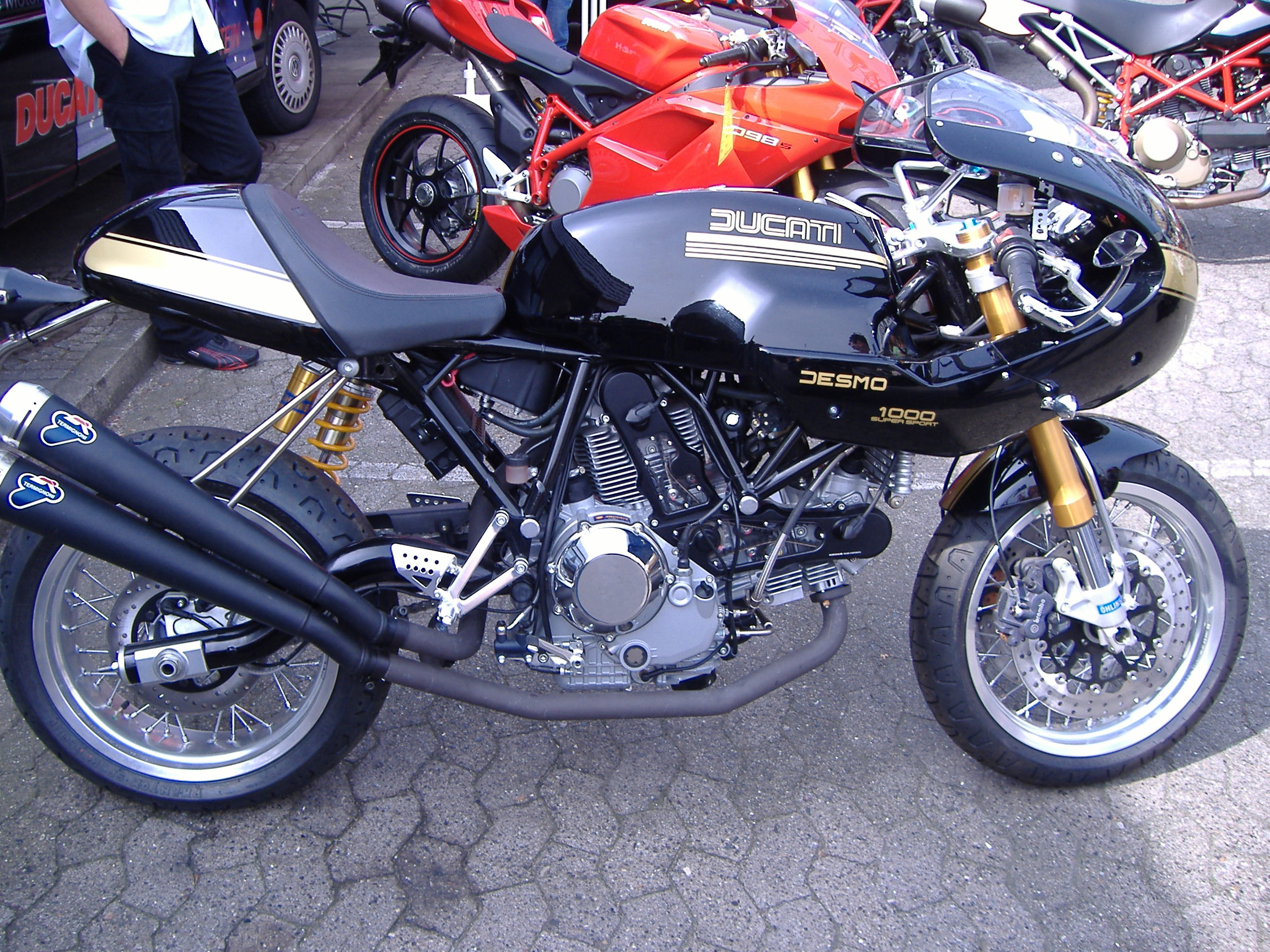
Ducati Desmo 1000 Super Sport
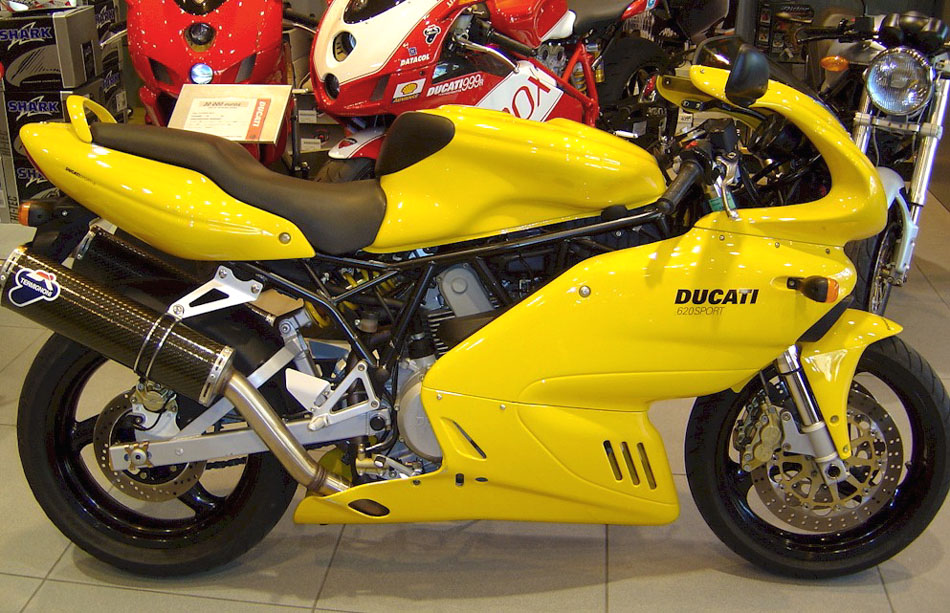
Ducati Sport 620 i.e.
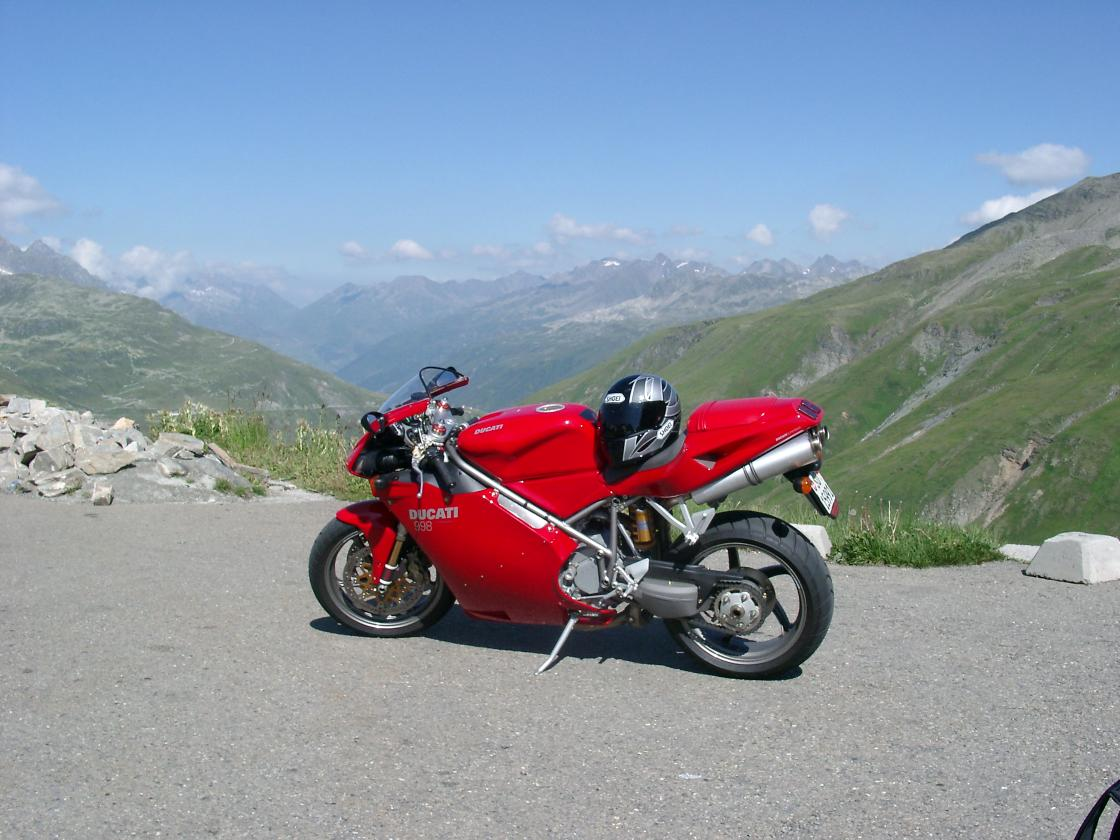
Ducati 998
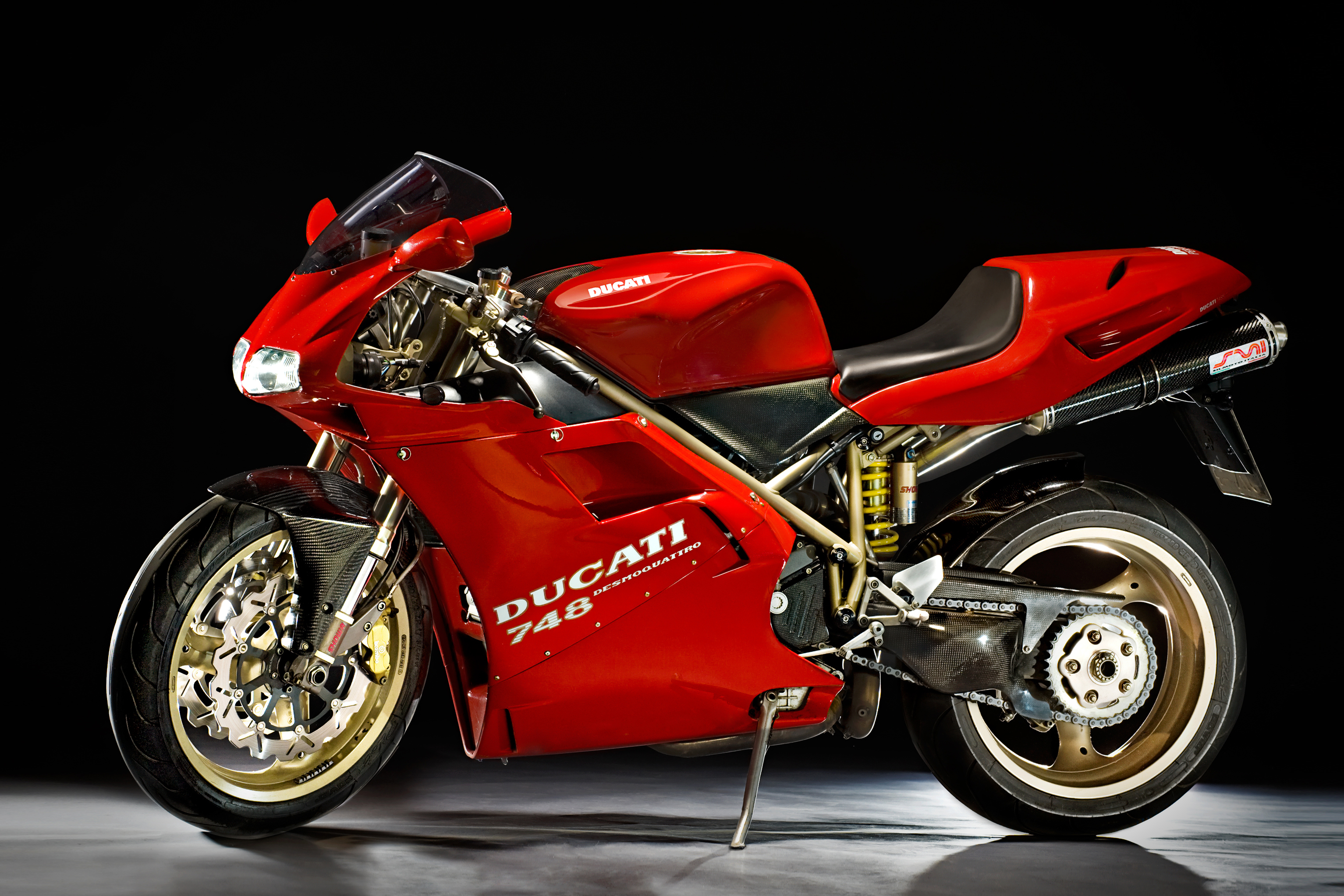
Ducati 748 mit Anbauteilen aus Carbon
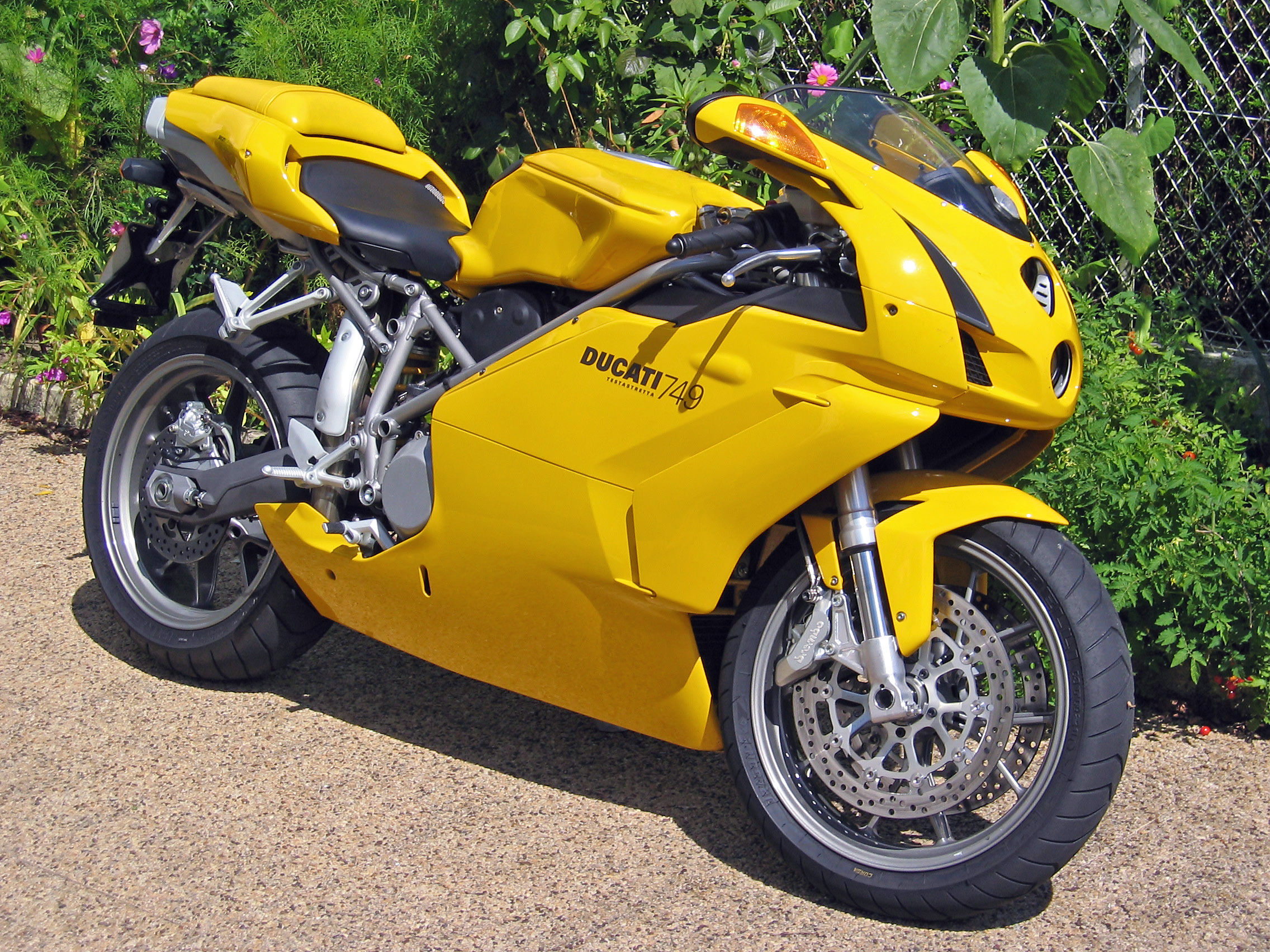
Ducati 749
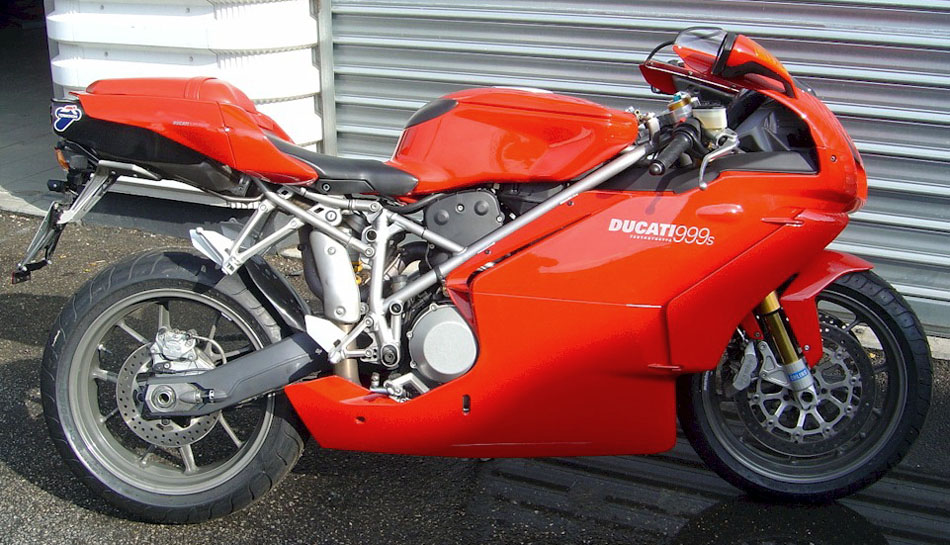
Ducati 999s (2004)
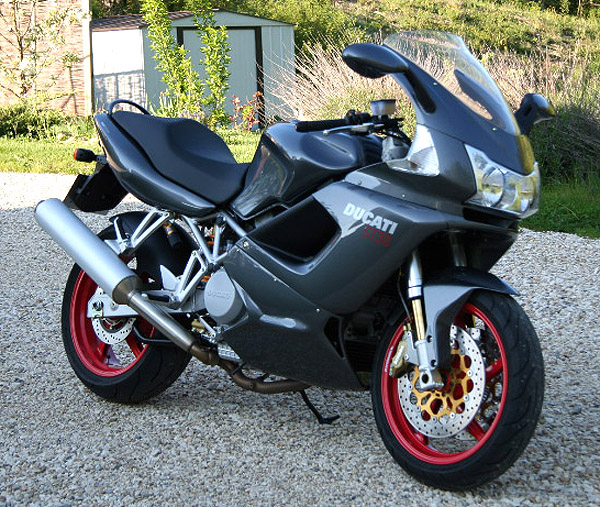
Ducati ST3s ABS (2006)
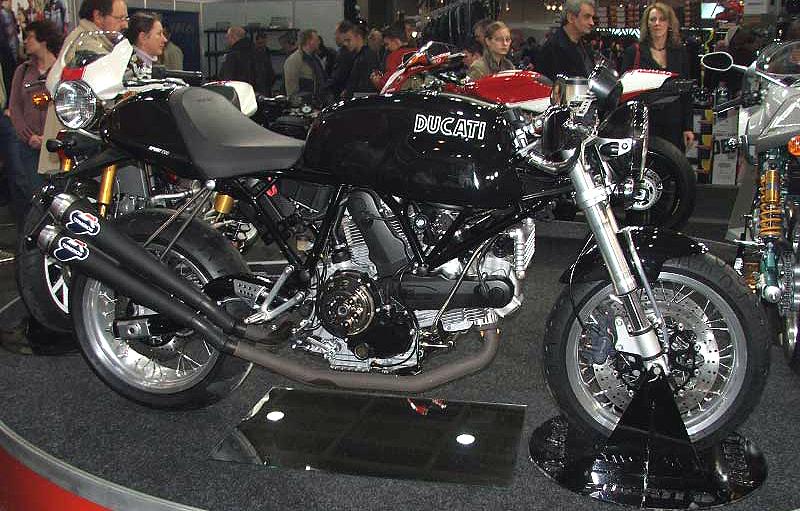
Ducati Sport1000 (2006)
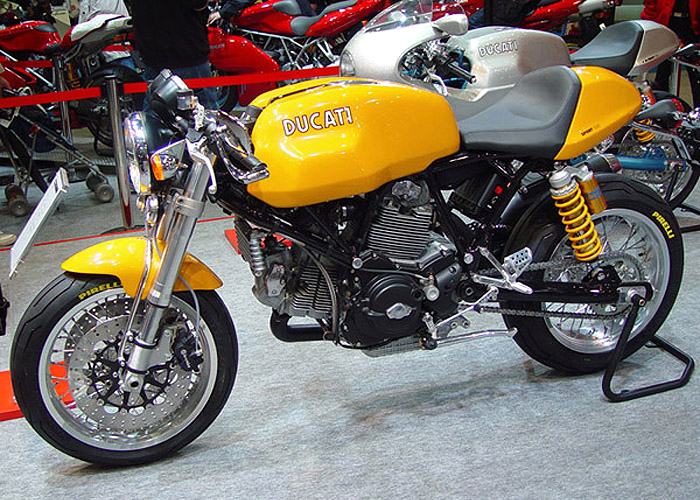
Ducati Sport1000 (2006)
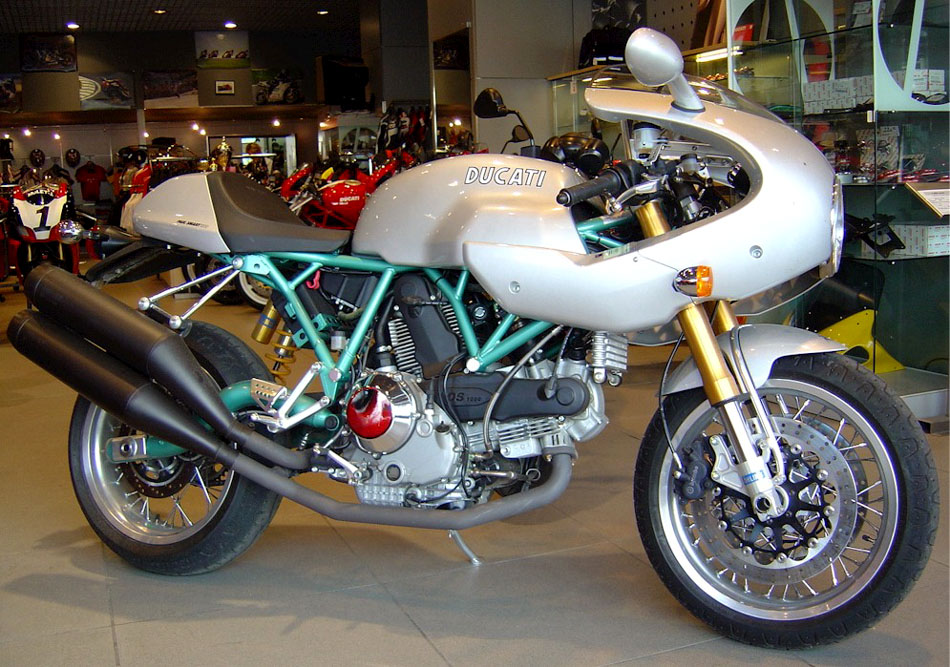
Ducati PaulSmart1000LE (2006)
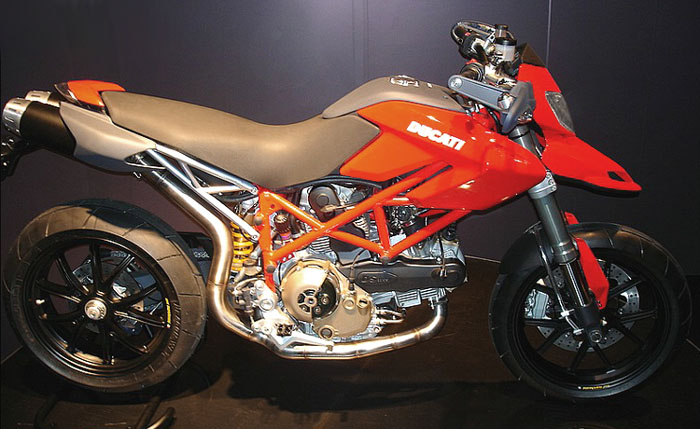
Ducati Hypermotard (2006er Vorserienmodell)
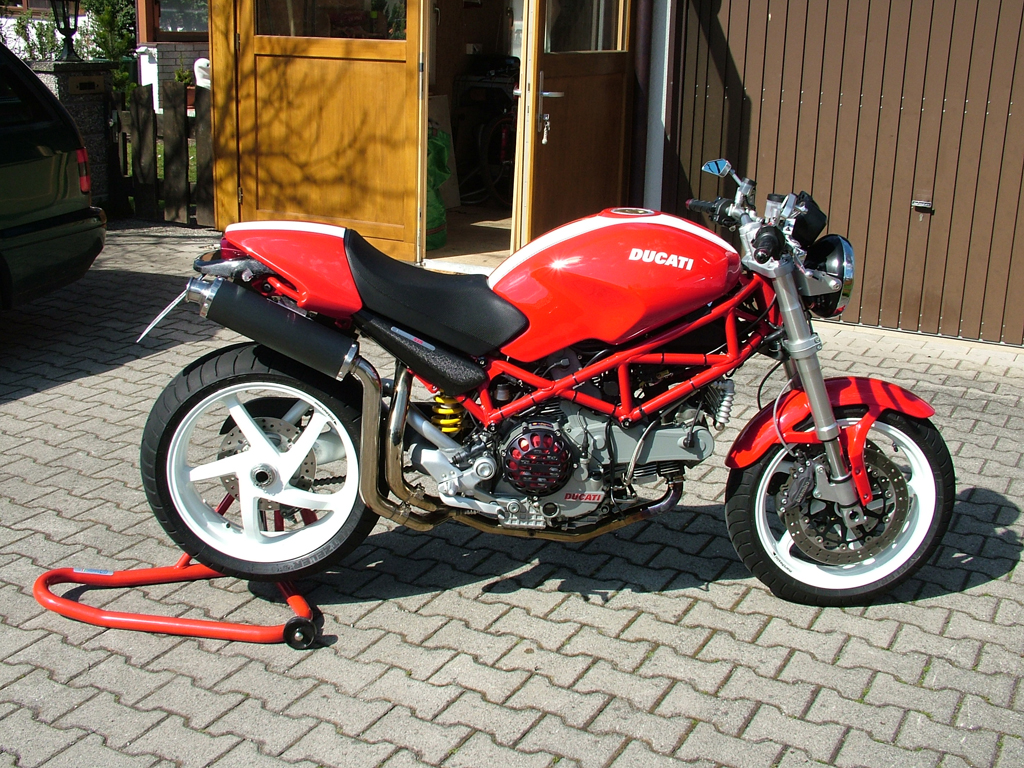
Ducati S2R1000 (2006)
Ducati Monster S2R (2006)
Ducati Monster M696 (2008) NEU
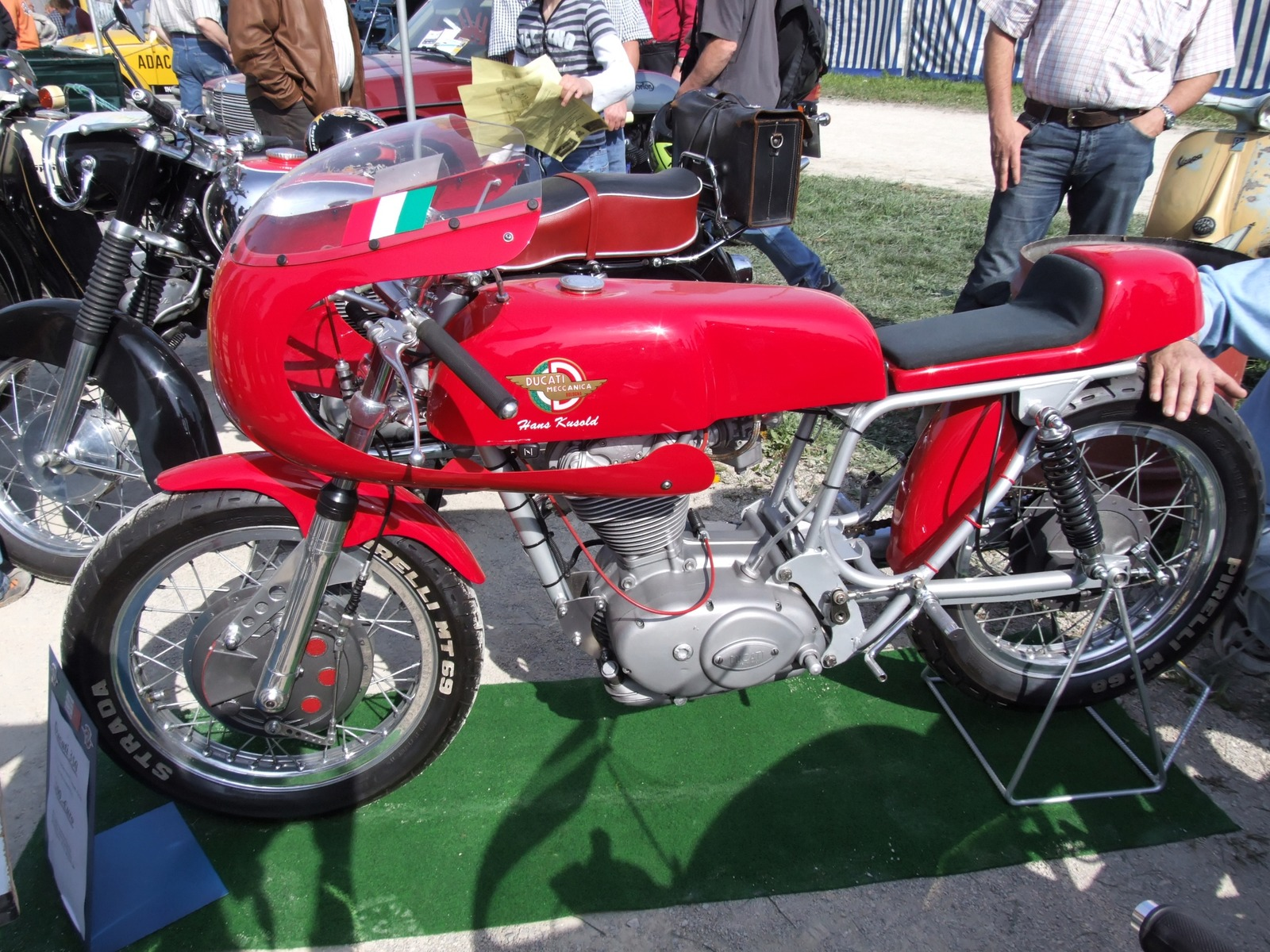
Ducati 350 cm³
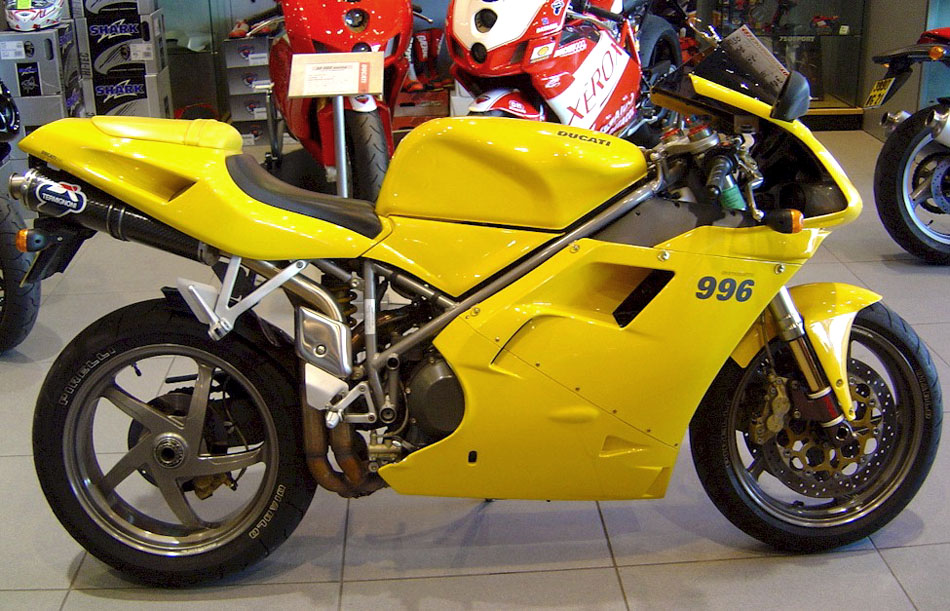
Ducati 996
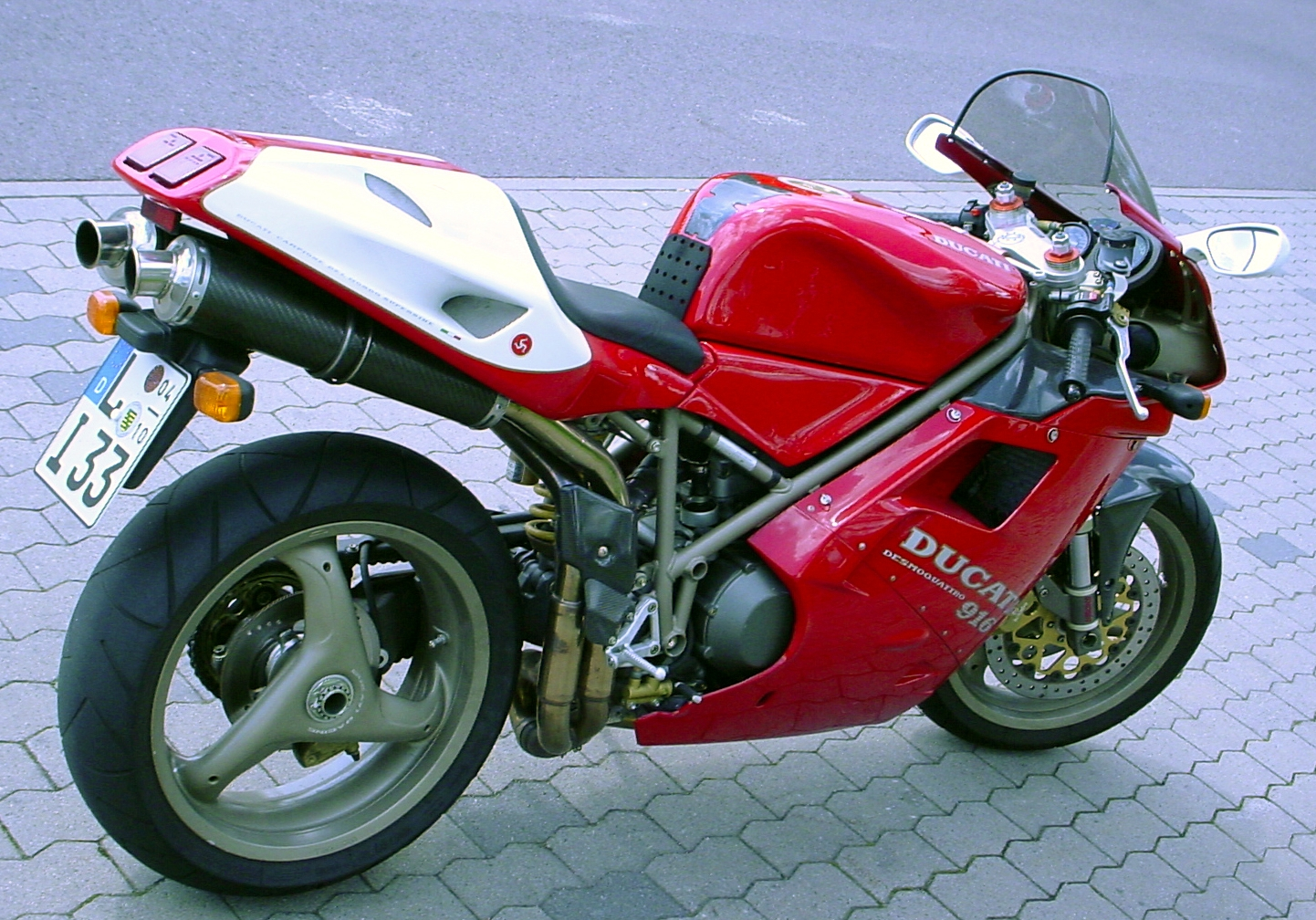
Ducati 916 (1995)
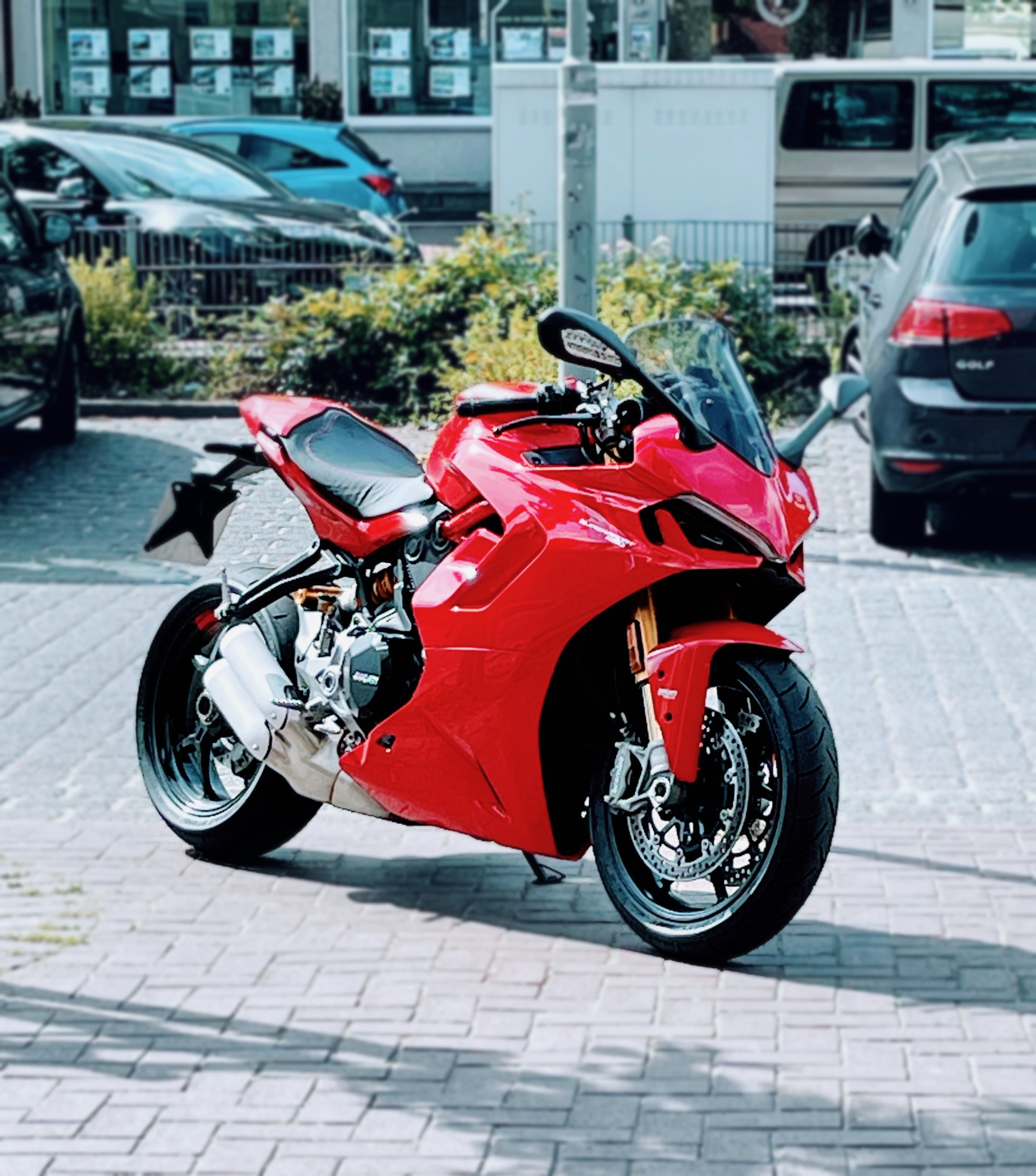
Ducati Supersport 950 S (2021)

## Modelle
Die Gliederung erfolgt nach dem Antrieb der Nockenwellen über Königswellen, Steuerkette, Zahnriemen oder Zahnräder, in der zeitlich eingesetzten Reihenfolge:

### Viertakt-Motoren mit Königswelle für den Nockenwellenantrieb

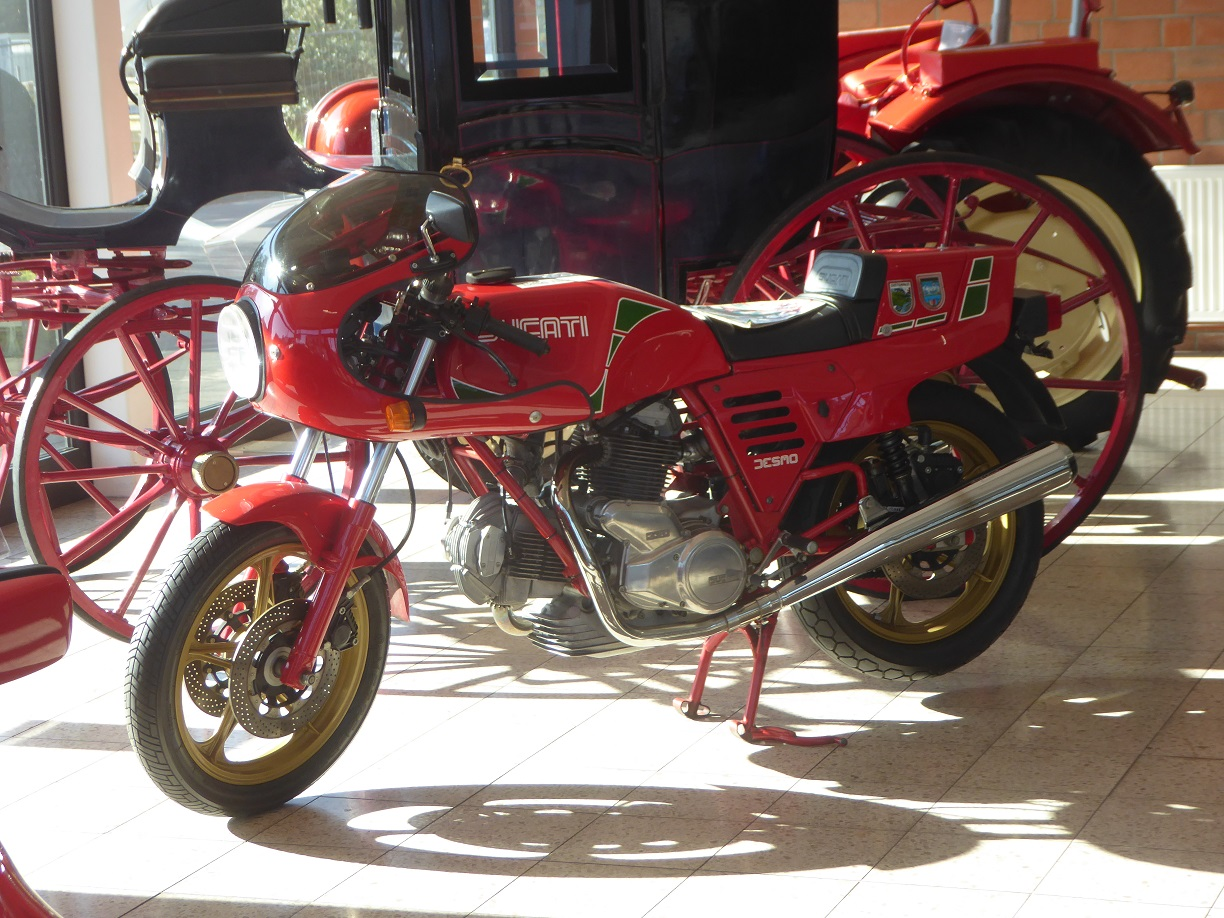
Ducati 1000 MHR, eine von 200 aus dem Jahr 1985

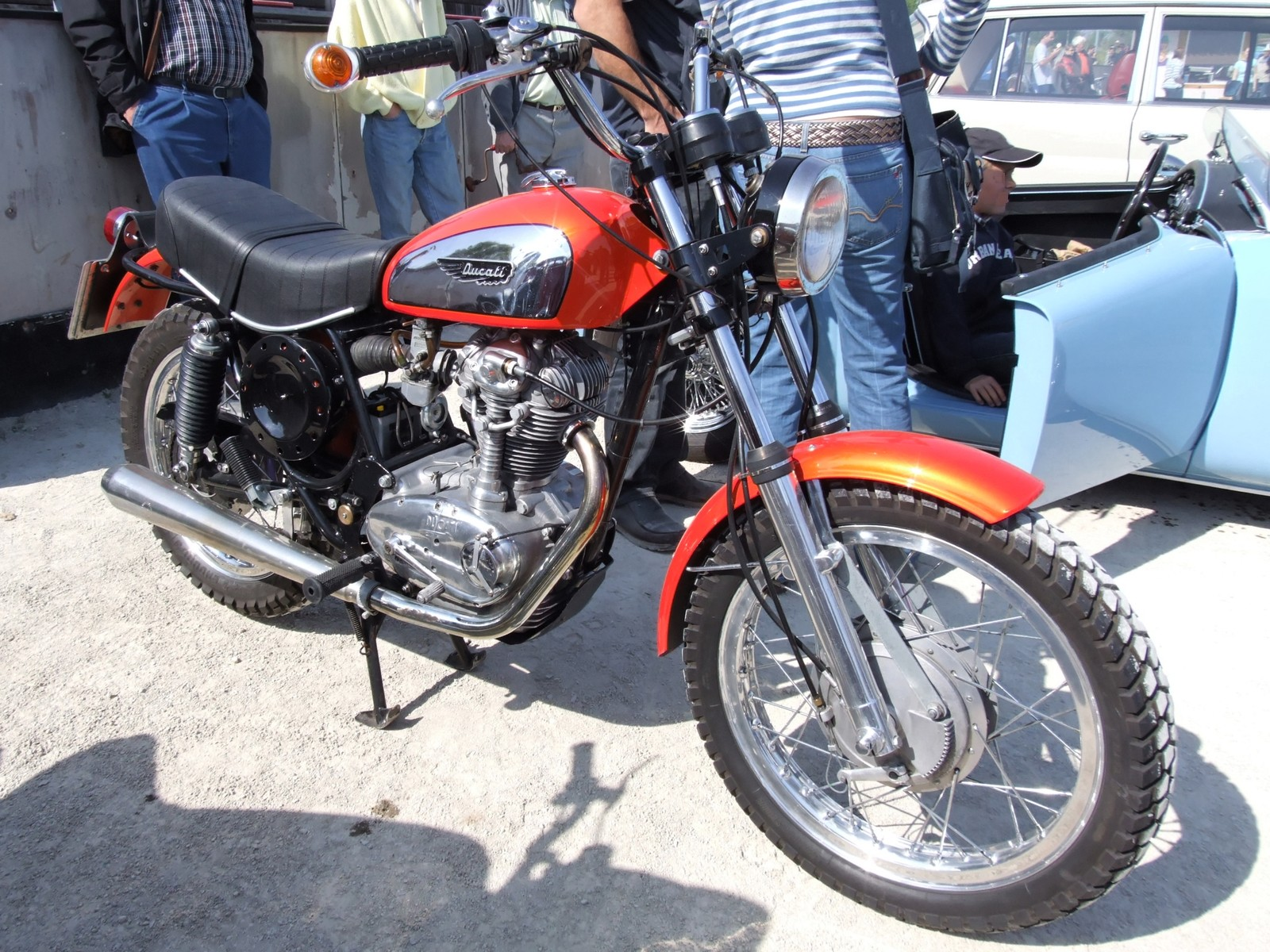
Scrambler

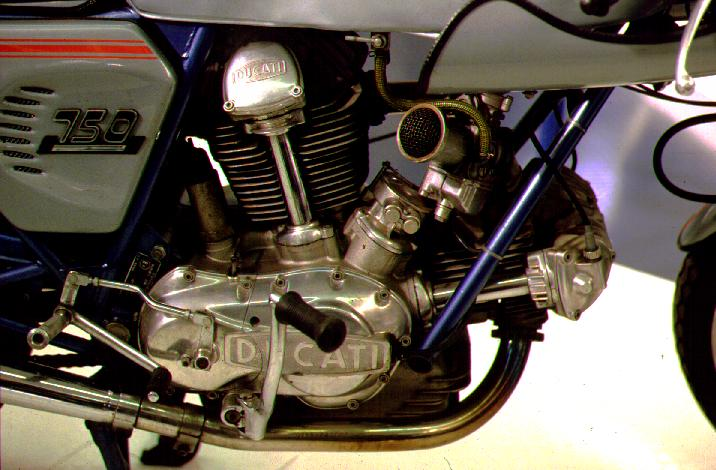
750-cm³-Königswellen-V2-Rundmotor.

Die Ducati Gran Sport markiert 1955 mit ihrem 100-, 125- und 175-cm³-Viertakter den Einstieg in die Einzylinder-Königswellen-Ära, die erst 1974 mit dem Auslaufen der 450er endet.
1970 wird mit der 750 GT erstmals eine Ducati mit V-Motor vorgestellt, die seinerzeit auch leistungsmäßig der japanischen Konkurrenz überlegen war. 1976 läutet die 900 SD die Zeit der erfolgreichen Sportmodelle ein.
- Ducati 1000 MHR (Mike Hailwood Replica)
- Ducati 1000 S2 (Mille S2)
- Ducati 900 MHR (Mike Hailwood Replica)
- Ducati 900 S2
- Ducati 900 SS
- Ducati Darmah SS
- Ducati Darmah SD
- Ducati 860 GT
- Ducati 860 GTS
- Ducati 750 SS
- Ducati 750 S
- Ducati 750 GT
- Ducati 250 Desmo
- Ducati 250 Daytona
- Ducati 200
- Ducati 125 SixDays
- Ducati 125 S
- Ducati Gran Sport 100

### Viertakt-Motoren mit Kette für den Nockenwellenantrieb
Nur für kurze Zeit wurden ab 1975 Parallel-Twins eingesetzt, deren obenliegende Nockenwelle von einer Kette angetrieben wurde. Leistung und Zuverlässigkeit dieser Modelle gerieten in die Kritik, und es wurden nur geringe Stückzahlen folgender Modelle erzielt:
- Ducati GTV 350/500
- Ducati GTL 350/500
- Ducati 350/500 Sport Desmo

Eine Kombination aus Stirnradkaskade und Kettentrieb dient ab 2012 im V2-Motor der Ducati 1199 Panigale dem Nockenwellenantrieb. Hierbei wurde im jeweiligen Zylinderkopf eine Zwischenwelle angetrieben, die über Stirnräder die zwei obenliegenden Nockenwellen dreht: dies erinnert an einen umgekehrten Weller-Trieb.

### Viertakt-Motoren mit Nockenwellenantrieb über Zahnriemen
Mit der Pantah 500 wird 1977 erstmals der V-Motor mit Zahnriemenantrieb vorgestellt – eine Bauweise, die bis heute die Basis der Ducati-Modelle darstellt. Die erste Ducati mit Pantah-Motor kam 1979 auf den Markt.
Ducati Pantah
- Ducati 750 Sport
- Ducati 750 F1
- Ducati 650SL
- Ducati 500SL
- Ducati 600TL
- Ducati 350F3
- Ducati 350XL
- Ducati 350SL
- Ducati Indiana

Ducati Paso
- Ducati 907 i. e.
- Ducati 906 Paso
- Ducati 750 Paso

Ducati Racing
- Ducati 600 TT2 Productionracer
- Ducati 750 TT1 Productionracer
- Ducati Supermono

Ducati Superbike
- Ducati 851/888
- Ducati 916/996/998/748
- Ducati 999/749

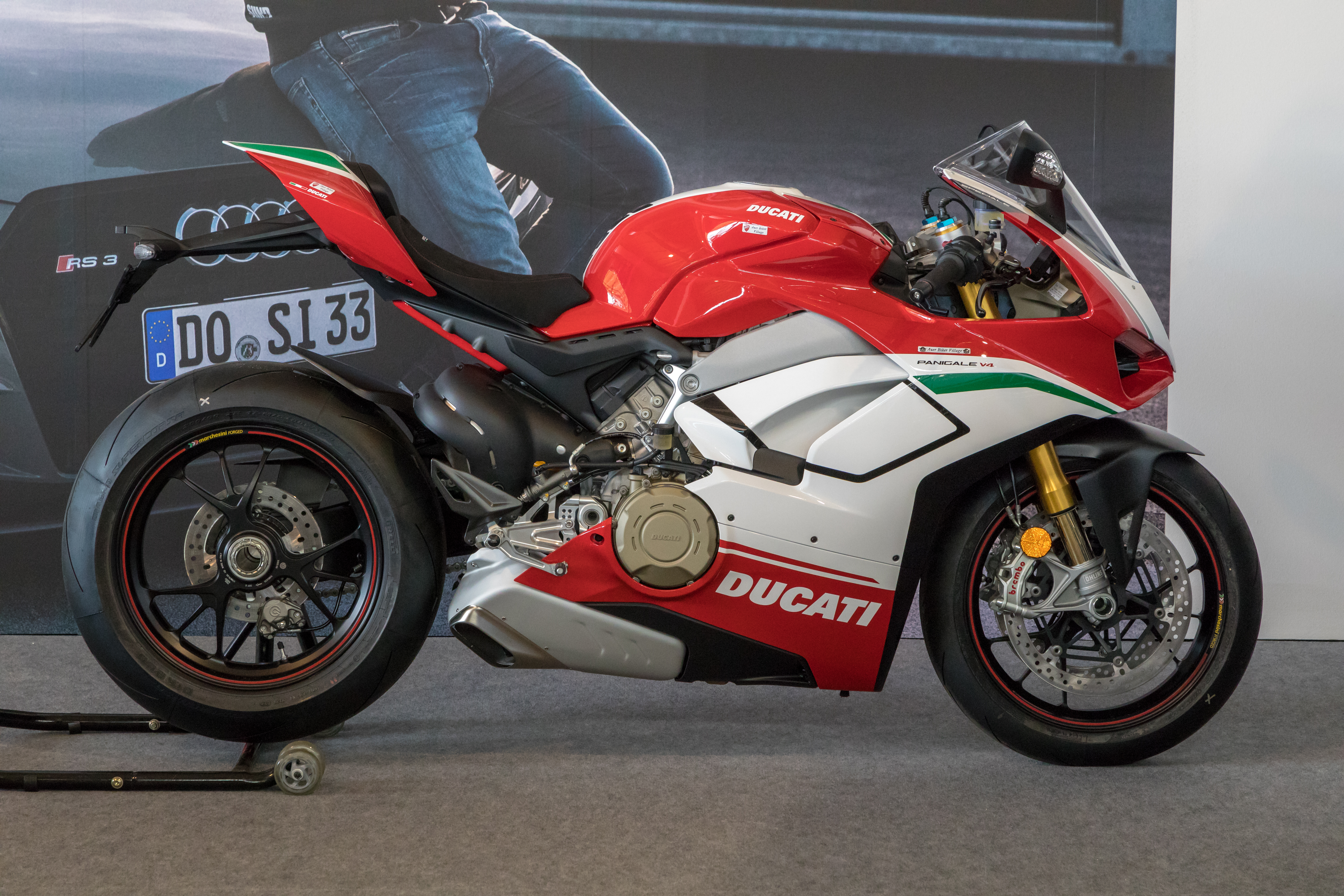
Panigale V4 Speciale

- Ducati 848/848 evo/848 Streetfighter
- Ducati 899 Panigale *Steuerkette
- Ducati 959 Panigale
- Ducati Panigale V2
- Ducati 1098/1098 S/1098 R
- Ducati 1198/1198 S/1198 SP
- Ducati 1199/1199S/1199R/Panigale/Superleggera *Steuerkette
- Ducati 1299 Panigale/1299 Panigale S/1299 Panigale R/1299 Panigale R Final Edition
- Ducati Panigale V4/Panigale V4S/Panigale V4 Speciale/Ducati V4R/Superleggera V4

Ducati Monster
- Ducati S4 / S4R / S4R Testastretta / S4Rs
- Ducati S2R / S2R 800 / S2R 1000
- Ducati M1000
- Ducati M1000S i. e.
- Ducati M1100 (ab 2009, Grundkonzept von M696)
- Ducati M900
- Ducati M900 i.e (ab 2000)
- Ducati M800
- Ducati M750
- Ducati M796 (ab 2010, Grundkonzept von M1100)
- Ducati M 696 (ab 2008, komplette Neuentwicklung)
- Ducati M695
- Ducati M620
- Ducati M600
- Ducati M400 (Japan)
- Ducati M1100 evo (2011–2013)
- Ducati M1200 / S (ab 2014)
- Ducati 821 / 821 Dark / 821 Stripe
- Ducati M1200 R (ab 2016)
- Ducati M797 / M797+
- Ducati Monster 937 (ab 2021)

Ducati Supersport
Die eigentliche Namensgebung von Ducati war für die (älteren) Vergasertypen so, dass „SS“ nach der Hubraumgröße stand (z. B. 600 SS). Für die Einspritzermodelle (i. e.=iniezione elettronica, elektronische Einspritzung, ab Baujahr 1998) wurde diese Nomenklatur umgedreht, diese Modelle nannten sich dann beispielsweise SS 1000. Die untenstehende Liste spiegelt dies nicht vollständig wider.
- Ducati 1000 SS i. e. DS (DS = Doppelzündung)
- Ducati 900 SS (Vergaser)
- Ducati 900 SL (Vergaser; SL = Superlight)
- Ducati 900 SS i. e.
- Ducati 900 Sport i. e.
- Ducati 800 SS i. e.
- Ducati 800 Sport i. e.
- Ducati 750 SS i. e.
- Ducati 750 Sport i. e.
- Ducati 750 SS (Vergaser)
- Ducati 620 Sport i. e.
- Ducati 600 SS (Vergaser)
- Ducati 400 SS (Vergaser)
- Ducati 350 SS (Vergaser)
- Ducati SuperSport (ab 2016)
- Ducati SuperSport S (ab 2016)

Ducati Sporttouring
- Ducati ST2
- Ducati ST3 / ST3s ABS
- Ducati ST4 / ST4S / ABS

Ducati Multistrada
- Ducati Multistrada 620
- Ducati Multistrada 1000 DS
- Ducati Multistrada 1000s DS
- Ducati Multistrada 1100
- Ducati Multistrada 1100S
- Ducati Multistrada 1200/S/Pikes Peak
- Ducati Multistrada 1200 DVT/S/D|Air/Pikes Peak
- Ducati Multistrada 950/S
- Ducati Multistrada 1200 Enduro
- Ducati Multistrada 1260 / S / 1260 S D|Air / 1260 Pikes Peak
- Ducati Multistrada 1260 Enduro
- Ducati Multistrada V4/V4S/V4S Sport

Ducati Hypermotard
- Ducati Hypermotard 796
- Ducati Hypermotard 1100
- Ducati Hypermotard 1100 S
- Ducati Hypermotard 1100 EVO
- Ducati Hypermotard 1100 EVO SP
- Ducati Hypermotard 821
- Ducati Hyperstrada 821 SP
- Ducati Hypermotard 939 SP
- Ducati Hyperstrada 939
- Ducati Hypermotard 950
- Ducati Hypermotard 950 SP

Ducati SportClassic
- Ducati GT1000
- Ducati Sport1000 / Sport1000 Biposto
- Ducati Sport1000S
- Ducati PaulSmart1000LE (Limited Edition)

Ducati MH900e
- Ducati MH900e (Mike Hailwood Tribute Bike)

Ducati Scrambler
- Ducati Scrambler Sixty2
- Ducati Scrambler 803 (Modelle: Icon, Classic, Urban Enduro, Full Throttle, Flat Track, Cafe Racer, Icon Dark, Nightshift, Urban Motard)
- Ducati Scrambler Desert Sled
- Ducati Scrambler 1100 (Modelle: Icon, Classic, Sport, Sport Pro, Tribute Pro, Dark Pro)

Ducati Streetfighter
- Ducati Streetfighter 848
- Ducati Streetfighter
- Ducati Streetfighter S
- Ducati Streetfighter V4
- Ducati Streetfighter V4s
- Ducati Streetfighter V2
- Ducati Streetfighter V4SP
- Ducati Streetfighter V4 Lamborghini[20]

Ducati Diavel
- Ducati Diavel Dark
- Ducati Diavel Carbon
- Ducati Diavel AMG
- Ducati Diavel Cromo
- Ducati Diavel Strada
- Ducati xDiavel / xDiavel S
- Ducati Diavel 1260/1260 S

### Vierzylinder-Motoren mit Nockenwellenantrieb über Zahnräder
1963 hatte es mit dem Projekt Apollo einen V4-Motor von Ducati mit 1240 cm³ Hubraum und 100 PS gegeben, der aber über das Versuchsstadium nicht hinaus kam. Auf Basis des neuen Viertakt-Reglements in der MotoGP-Klasse wurde 2002 ein neues, leistungsstarkes V4-Zylinder-Modell vorgestellt und ab 2003 eingesetzt. Ab dem Sommer 2007 war mit der Desmosedici RR auch eine stückzahlmäßig limitierte, straßenzugelassene Sonderserie mit dieser Technik im Angebot.
Ducati Racing
- Ducati Desmosedici

Ducati Superbike
- Ducati Desmosedici RR

### Ducati-Fahrräder

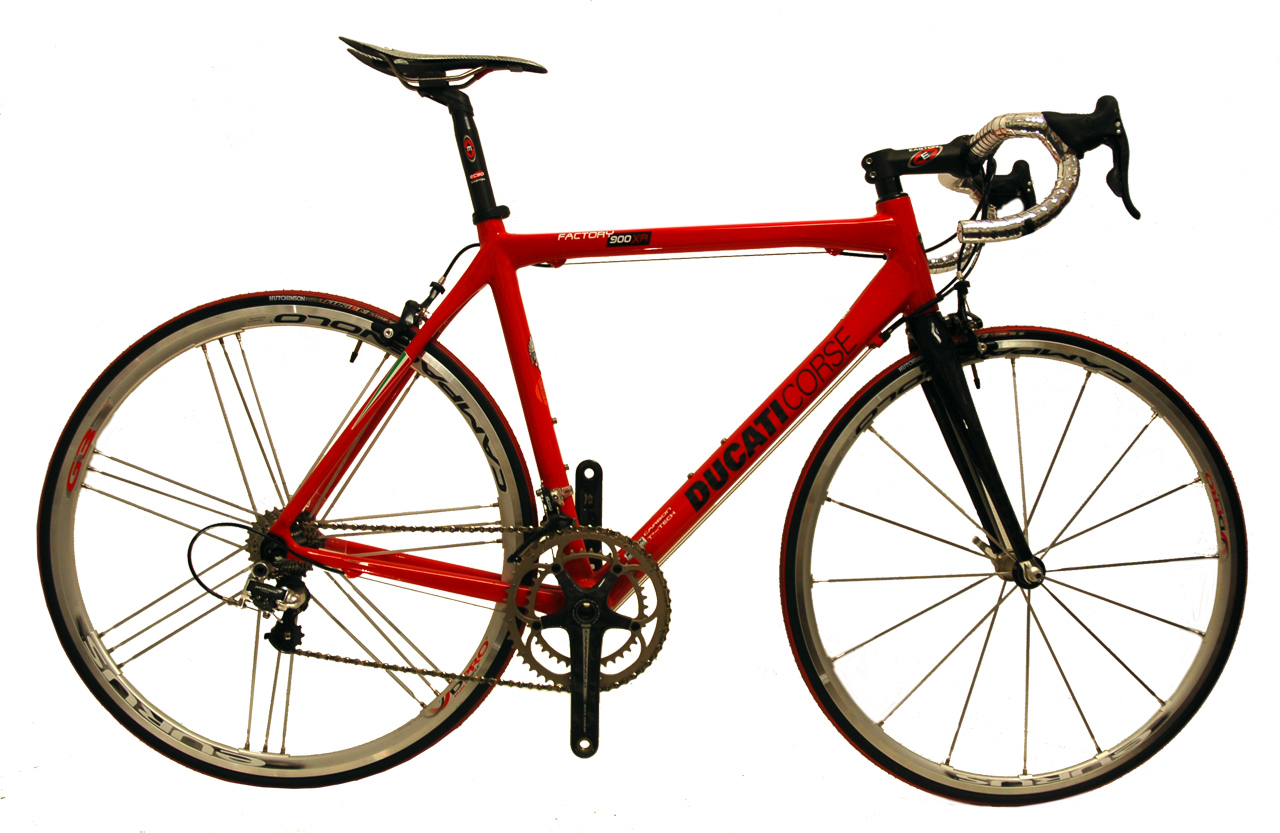
Rennrad Ducati Corse Factory 900XR

Im Rahmen eines Markentransfers stellt Bianchi von Ducati entworfene Fahrräder her, die unter der Marke Ducati vertrieben werden. Die angebotenen Renn- und Crossräder sowie Mountainbikes sind im gehobenen Preisbereich angesiedelt. Darüber hinaus bietet Ducati in Kooperation mit THOK Elektromoutainbikes im gehobenen Preissegment an.

### Automobile
Ducati entwickelte 1958 ein vierrädriges Automobil, das Baptiste DU 4 genannt wurde. Es war ein Coupé mit vier Sitzen. Auffällig waren die gewölbte Frontscheibe und die Panorama-Heckscheibe. Für den Antrieb sorgte ein V4-Motor mit 250 cm³ Hubraum und 16 PS Leistung. Alternativ stand ein größerer Motor mit 350 cm³ Hubraum und 18 PS zur Verfügung. Das Gewicht von Motor, Vierganggetriebe und Differenzial ist mit lediglich 48 kg angegeben. Der Motor war vorne im Fahrzeug montiert und trieb die Vorderräder an. Lediglich einige Prototypen entstanden.
2014 wurde im Rahmen des Pariser Autosalons eine Sportversion des VW XL1 vorgestellt, welche anstelle des Hybrid-Aggregats den 1,2-Liter-Motor der Superleggera verbaut hatte. Mit 200 PS Motorleistung (bei 890 kg somit ein Leistungsgewicht von 4,45 kg/PS) sollte eine Spitzengeschwindigkeit von 270 km/h möglich sein. Das Fahrzeug ging nicht in die Serienfertigung.

### Ducati-Radios

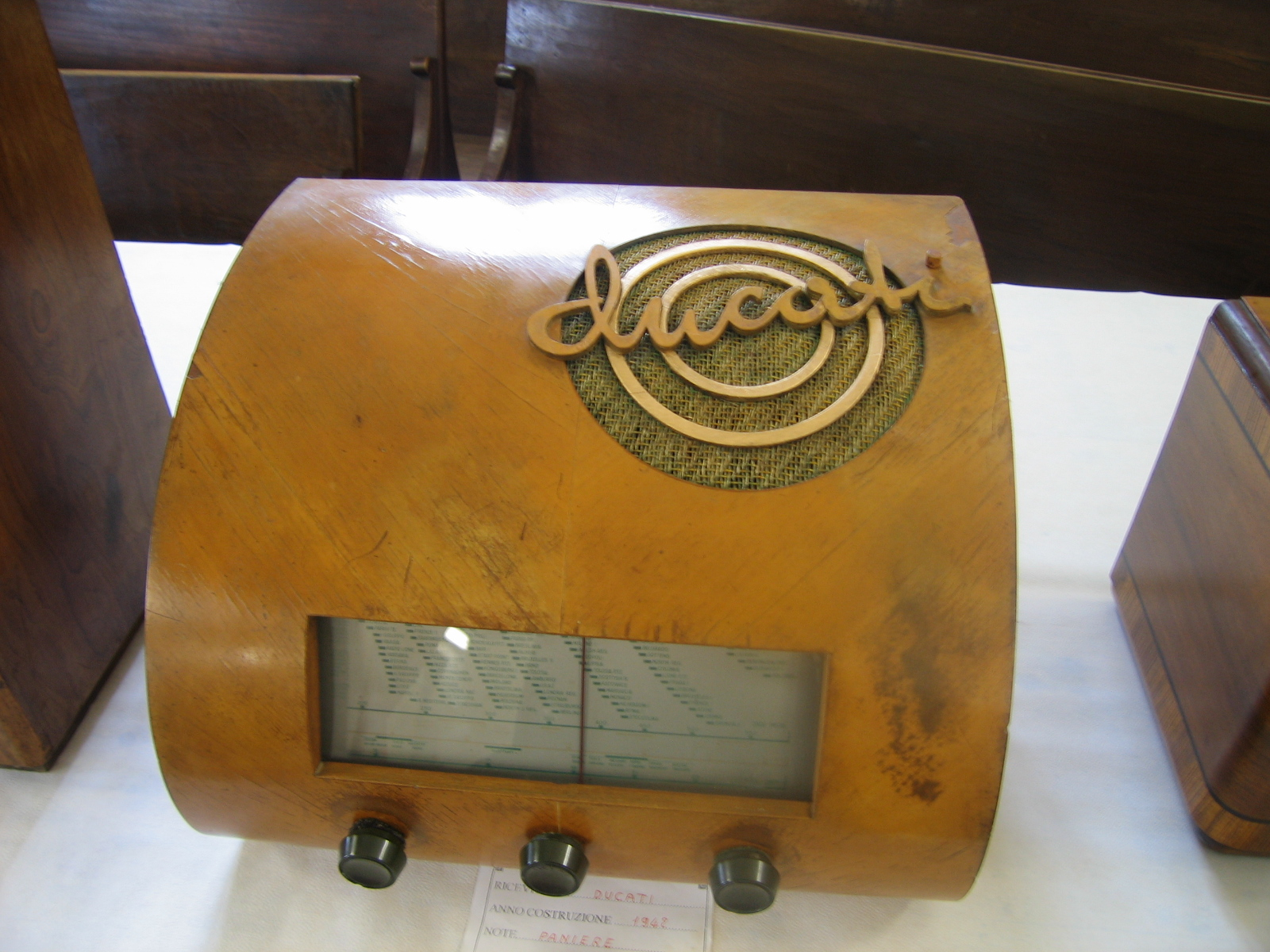
Ducati-Radio Modell RR 3404, Baujahr 1942

Radios von Ducati zählen zu Produkten der frühen Firmengeschichte. Wie in Deutschland mit den Volksempfängern, wurden die Radios in Italien als neues Massenmedium angenommen. Im Jahre 1941 wurden 3 Modelle von Ducati gefertigt und angeboten:
- Radio Typ: RR 3404, Preis: 1750 Lire
- Radio Typ: RR 3405, Preis: 2650 Lire
- Radio Typ: RR 4401, Preis: 4500 Lire